# Liste der Straßen in Innsbruck
Dies ist eine Liste Innsbrucker Straßennamen. Es sind auch Namen öffentlicher Brücken im verbauten Stadtgebiet über den Inn und die Sill angegeben.
Zu jedem Eintrag sind die Katastralgemeinde (KG) und fallweise der statistische Bezirk (vereinfacht), der einer Stadtteiluntergliederung entspricht, vermerkt.
| Inhaltsverzeichnis A B C D E F G H I J K L M N O P Q R S T U V W X Y Z Brücken |

## Geschichte und Systematik der Straßennamen
Seit der Gründung der Innsbrucker Altstadt im Jahr 1180 dauerte es noch 150 Jahre bis zu den ersten Namensgebungen. Das Stadtgebiet umfasste damals die Altstadt, St. Nikolaus und Mariahilf. Die ersten Straßennamen wiesen auf die Lage in der Stadt oder auf bedeutende Einrichtungen an der Straße hin. Heutige Zeugen davon sind die Seilergasse und die Schlossergasse in der Altstadt, die auf dort ehemals ansässige Handwerker zurückzuführen sind.
Um 1775 wurde der Maria-Theresianische Steuerkataster angelegt. Es galten weiterhin die Straßennamen, zusätzlich wurde für jedes Haus eine fortlaufende Nummer, die Katasternummer, vergeben. 1787 wurde am Eingang und Ende jeder Straße und Gasse eine Tafel mit dem Straßennamen angebracht.
1873 beschloss der Bürgerausschuss die Vergabe von straßenweisen Hausnummern anstatt der fortlaufenden Katasternummern, die mit der Zeit zu unübersichtlich wurden.
Wilten hatte bereits bei der Eingemeindung 1904 Straßennamen aufzuweisen, in den später eingemeindeten Orten Arzl, Amras, Vill und Igls wurden erst Mitte des 20. Jahrhunderts die alten Katasternummern durch Straßennamen ersetzt.
Bisweilen wurden Straßennamen geändert. Dies geschah zum Beispiel aus politischen Motiven, wie beim Margarethenplatz, der 1923 den Namen Bozner Platz erhielt (siehe weiter unten). Der Platz zwischen Landestheater und Hofburg hieß nach 1934 Dollfußplatz und danach, unter der Herrschaft der Nationalsozialisten, Adolf-Hitler-Platz. Heute ist er ein Teil des Rennwegs. In anderen Fällen werden verdiente Persönlichkeiten an bisher unbenannten oder nach örtlichen Einrichtungen benannten Straßen geehrt, wie etwa Dr.-Sigismund-Epp-Weg (früher Kindergartenweg) oder Helga-Krismer-Platz (früher ein unbenannter Platz an der Eduard-Bodem-Gasse). Etwas missverständliche Namen erhalten einen Zusatz, wie Schrottstraße in Alois-Schrott-Straße oder Fickerweg in Prof.-Ficker-Weg. Umbenennungen führen manchmal zu Protesten betroffener Anrainer (wegen damit nötiger Adressänderungen), weshalb auch Straßen ohne postalische Zustelladresse benannt werden.
Die Benennung der Straßen und Plätze in Innsbruck folgt keiner durchgehenden Systematik, dennoch treten in manchen Stadtgebieten bestimmte „Themen“ gehäuft auf. So erinnern etwa in der Innenstadt der Südtiroler Platz und verschiedene, nach Südtiroler Städten benannte Straßen wie die Meraner Straße, Salurner Straße, Brixner Straße, Brunecker Straße und Bozner Platz an die Abtrennung des südlichen Teils von Tirol durch die Verträge von St. Germain im Jahr 1919.
Das gehäufte Auftreten zoologischer Namen in der Höttinger Au, wie etwa Rehgasse oder Fischottersteig, weist auf den von Kaiser Maximilian I. dort eingerichteten ehemaligen Tiergarten hin. Die Reichenau hat mehrere Namen mit militärischem Bezug, wie die Radetzkystraße oder General-Eccher-Straße. Das Olympische Dorf/Neu-Arzl erinnert an Schlachtorte in der Geschichte Tirols (Pasubiostraße, Pontlatzer Straße) oder Tiroler Freiheitskämpfer (Kajetan-Sweth-Straße, Josef-Kerschbaumer-Straße).
Alte Namen werden auch beibehalten, wenn sich die Situation, auf die sie hinweisen, geändert hat. So sind der Hohe Weg und der Lange Weg heute Durchzugsstraßen, der Hauptplatz liegt in Mühlau nordöstlich des Stadtzentrums und die Dorfgasse weist auf das noch recht dörflich erhaltene Ortsbild im Zentrum von Hötting hin.
Bei der Neuanlage oder Neubenennung von Straßen wird oftmals auf alte Flurnamen zurückgegriffen, die auf Geländeformen oder historische Begebenheiten hinweisen (Am Rain, Höttinger Rain, Am Roßsprung, Burgweg) oder unbekannter Bedeutung sind (Gsturnsteig).
Ein Teil der Namen bezeichnet Persönlichkeiten im Zusammenhang mit der älteren Innsbrucker und Tiroler Geschichte, wie Andechsstraße, Maximilianstraße oder Andreas-Hofer-Straße. Weiterhin finden sich Namen österreichischer Herrscher, Landesfürsten, Landeshauptleute, Bürgermeister, Stadtpolitiker und Gemeindevorsteher ehemals selbständiger Gemeinden, sowie verdienter Bürger der Stadt. Viele Straßenbezeichnungen erinnern auch an österreichische und deutsche Künstler, Musiker und Schriftsteller.
In jüngster Zeit wurden Straßennamen Opfern des Nationalsozialismus gewidmet, wie Otto-Neururer-Straße, Pater-Reinisch-Weg oder Christoph-Probst-Platz.
In den letzten Jahren wird von den linken Parteien im Gemeinderat kritisiert, dass bei den nach Personen benannten Straßennamen die Männernamen überwiegen.
Namen von Brücken leiten sich zum Teil von Partnerstädten oder mit Innsbruck verbundenen Städten ab (Grenobler Brücke, Freiburger Brücke, New-Orleans-Brücke, Trienter Brücke).

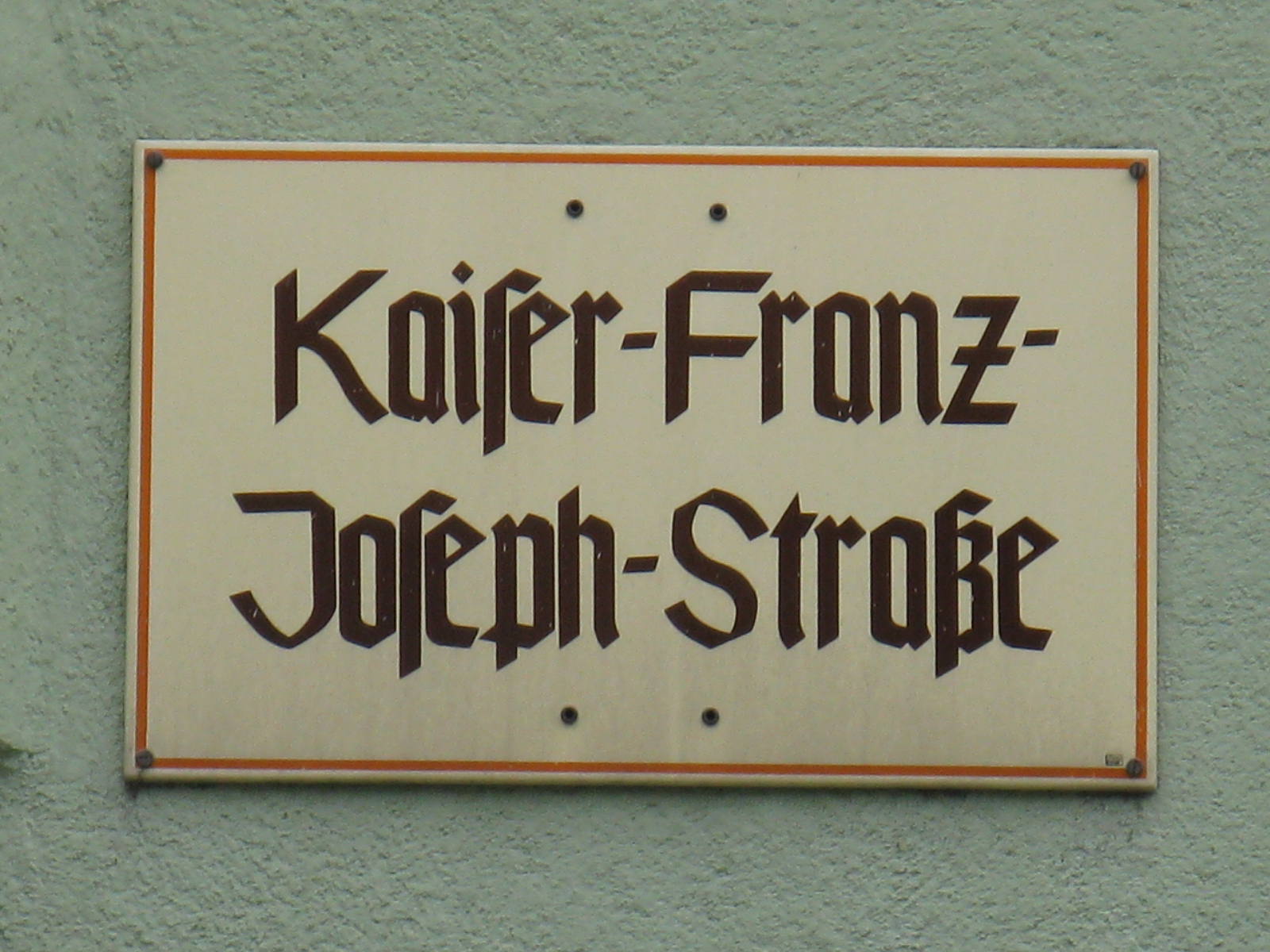
Schild alten Typs (ab etwa 1970er Jahre)
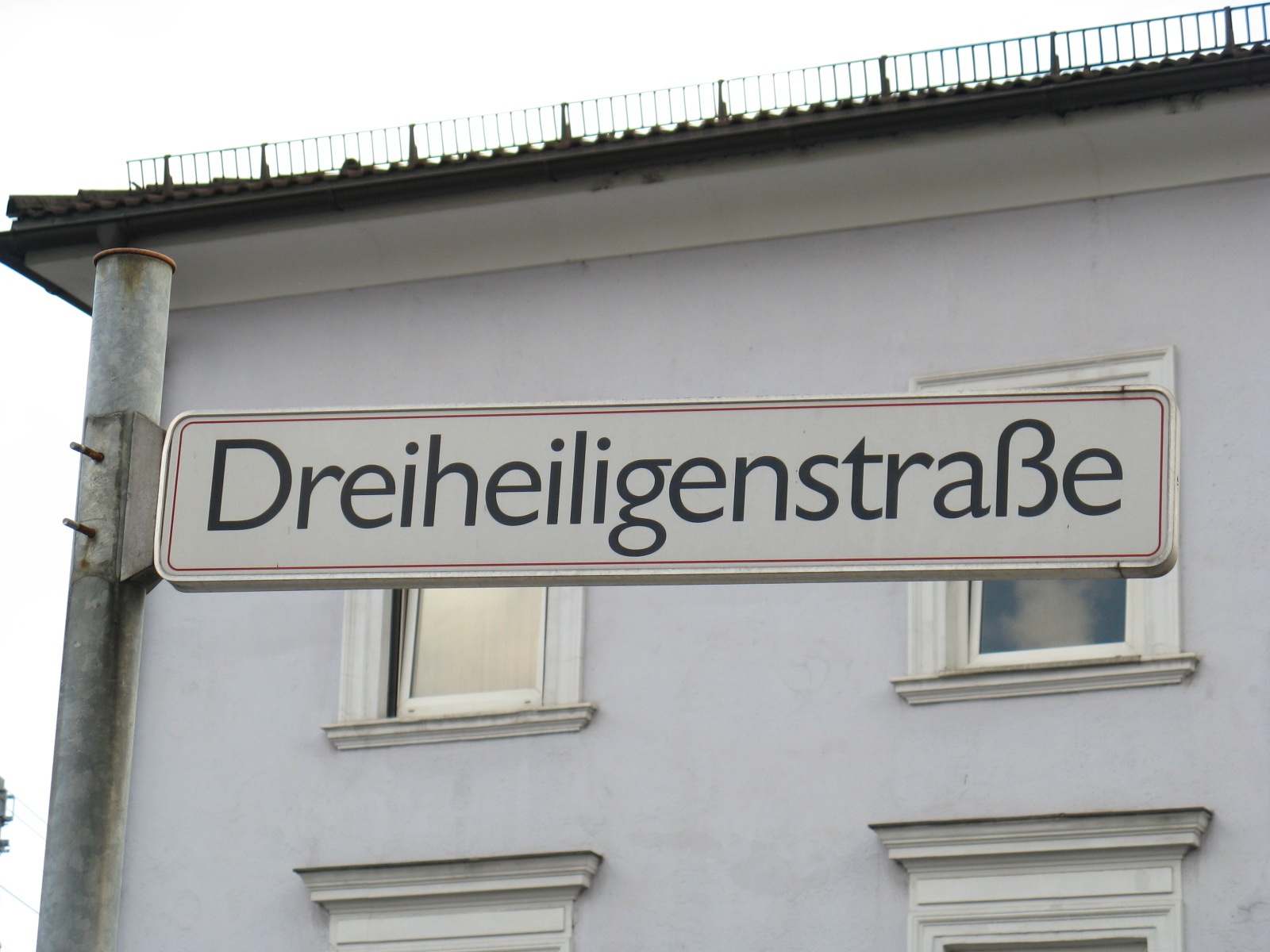
Schild neueren Typs im Zentrum (ab Mitte 1990er Jahre)
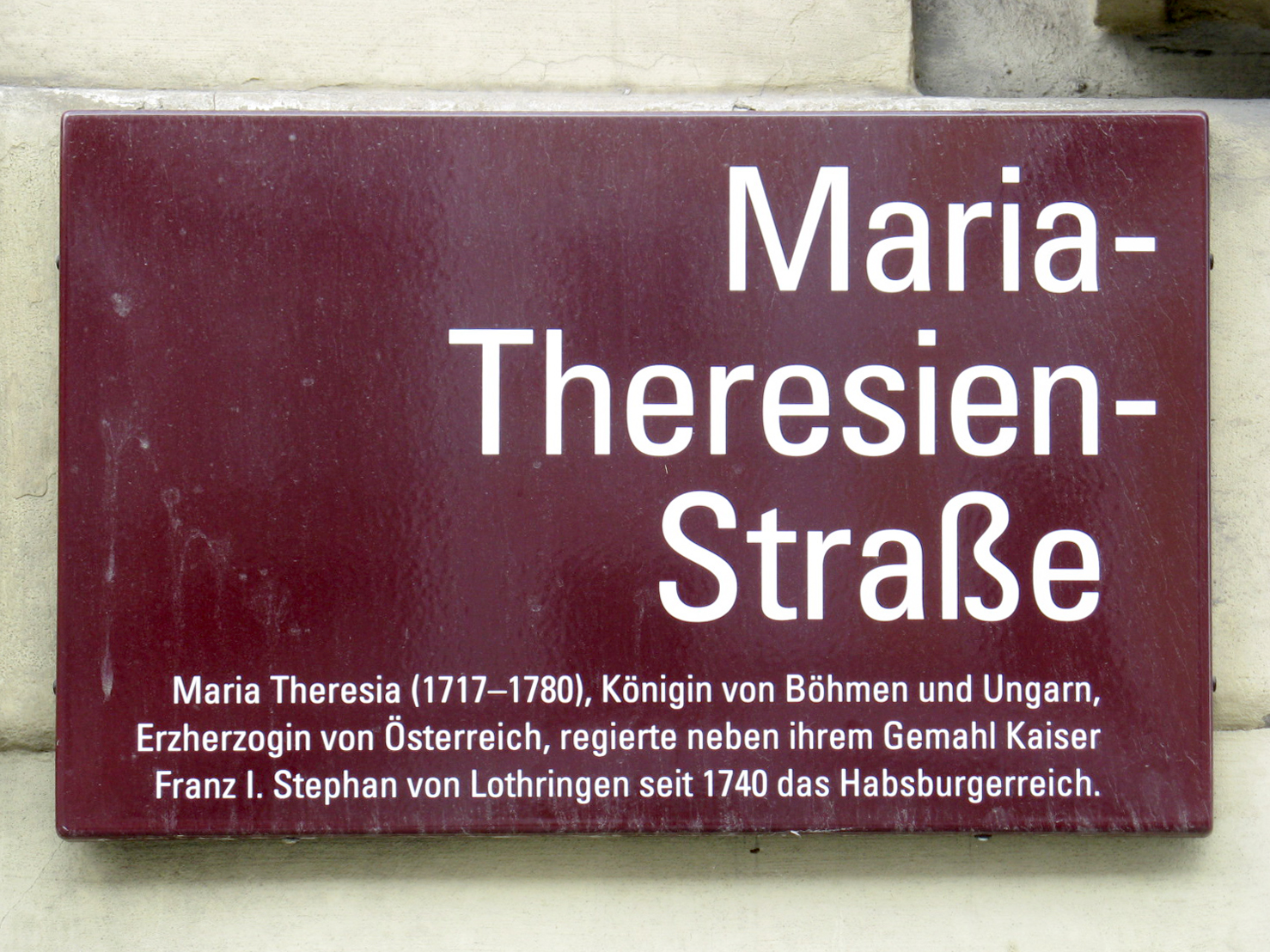
Schild neuen Typs mit Erklärung (ab 2008[1])
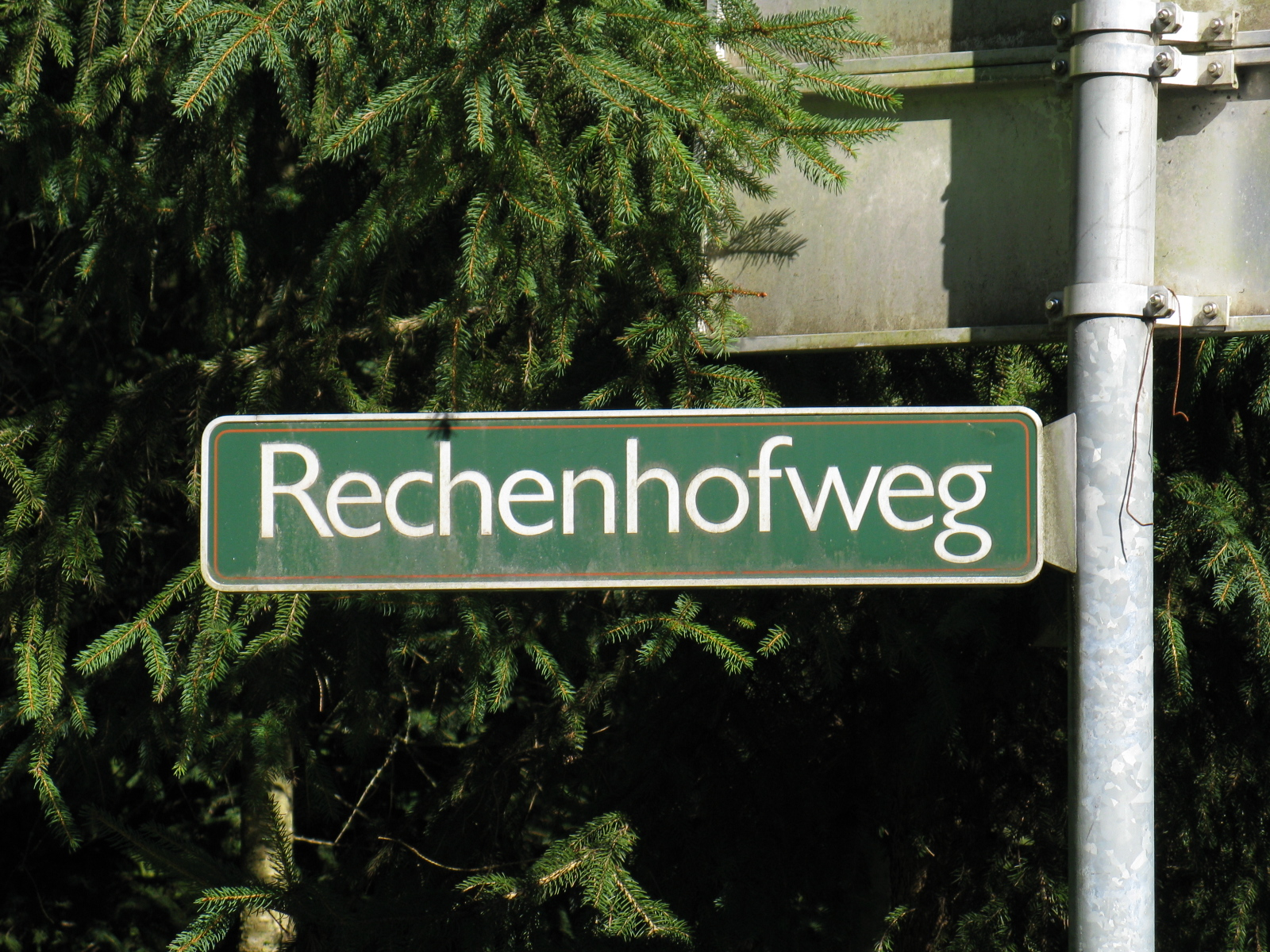
Schild im Naherholungsgebiet
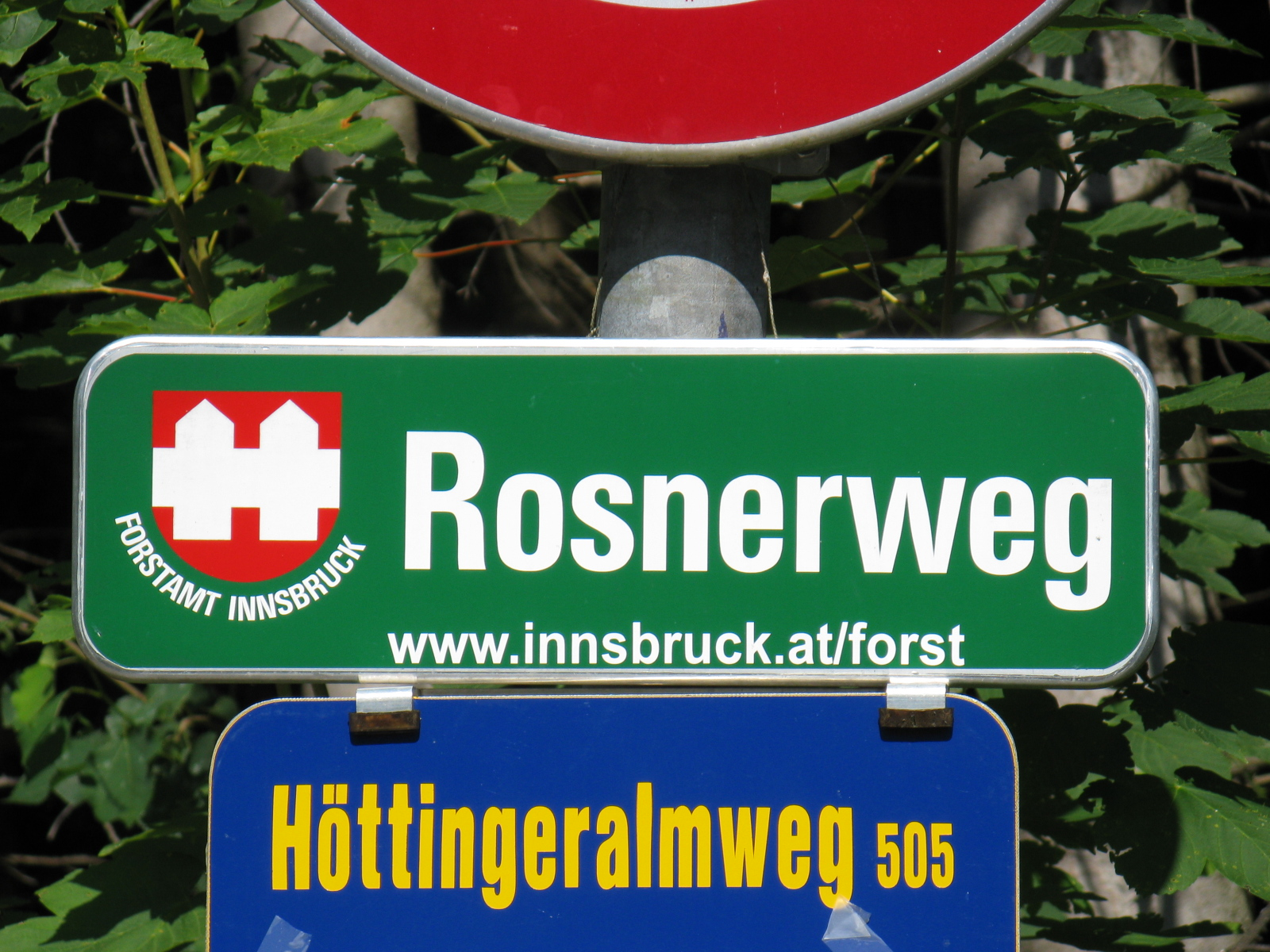
Schild im Bereich des Forstamts

## A
Achselkopfweg, KG Hötting (Hörtnaglsiedlung)
Der Achselkopfweg zweigt von der Schneeburggasse ab. Die Bezeichnung geht auf den nördlich der Straße gelegenen 1560 m hohen Achselkopf zurück, am Südabhang des Brandjochs.
Adamgasse, KG Innsbruck, KG Wilten
Die Adamgasse führt vom Bozner Platz zur Michael-Gaismair-Straße. Der südliche Abschnitt auf Wiltener Gebiet wurde nach Franz Josef Adam (gest. 1830), dem Gründer des Adambräu, benannt, der Innsbrucker Abschnitt nach seinem Sohn Karl Adam (1821–1898), Bürgermeister von Innsbruck.
Adele-Obermayr-Straße, KG Pradl
Die Straße zweigt vom Sillufer ins neu bebaute Tivoli-Areal ab.
Adele Obermayr (1894–1972) war Gemeinderätin, Landtagsabgeordnete und Bundesrätin. Als Widerstandskämpferin gegen das NS-Regime war sie von 1943 bis 1945 im KZ Ravensbrück interniert.
Adolf-Kolping-Weg, KG Mühlau (Mühlau-Dorf)
Der Weg zweigt von der Holzgasse ab.
Adolph Kolping (1813–1865), „Gesellenvater“, Schuhmachergeselle aus Nordrhein-Westfalen, wurde mit 33 Jahren Priester, gründete 1852 den Gesellenverein in Innsbruck.
Adolf-Pichler-Platz, KG Innsbruck (Innenstadt)
Der Platz im Zentrum bildet die Verlängerung der Fallmerayerstraße und wurde im Zuge des Rathausneubaus 2001 umgestaltet. Bis 1930 hieß der Platz Karl-Ludwig-Platz. Das 1909 enthüllte Denkmal für Adolf Pichler wurde restauriert und wieder aufgestellt.
Adolf Pichler aus Erl, seit 1877 Ritter von Rautenkar, kämpfte als Hauptmann der akademischen Schützenkompanie 1848 gegen Italien. Er war Gymnasiallehrer, Professor für Mineralogie und Geologie, Heimatdichter und Ehrenbürger von Innsbruck.
Ahornhof, KG Pradl
Hofstraße in der ehemaligen Südtirolersiedlung (der Südtiroler Umsiedler der Option).
Benannt nach den Ahornbäumen im Hof.
Aldranser Straße, KG Amras
Teil der Straße in die Gemeinde Aldrans, nach der Schloßstraße.
Algunder Straße, KG Amras
Die Straße zweigt von der Amraser-See-Straße ab und ist nach der Südtiroler Gemeinde Algund in der Nähe von Meran benannt.
Allerheiligenhofweg, KG Hötting (Hörtnaglsiedlung)
Benannt nach dem alten Bauernhof, der seinen Namen von der ersten Allerheiligenkirche (1376–1786) hat (der Neubau von Clemens Holzmeister wurde 1963–1965 gebaut). Allerheiligenhöfe ist auch eine Haltestelle der Mittenwaldbahn.
Alois-Schrott-Straße, KG Arzl
Die Straße wurde von Schrottstraße in Alois-Schrott-Straße umbenannt.
Alois Schrott (1838–1902) war Gründer des „Ersten Innsbrucker Verschönerungsvereins“ und des Verkehrsvereins. Der Verschönerungsverein kümmert sich heute um die Erhaltung des Spazierwegenetzes in und um Innsbruck, so sie nicht in die Zuständigkeit des Alpenvereins fallen.
Amberggasse, KG Hötting (Höttinger Au)
Sie zweigt vom Fürstenweg ab.
Johannes Amberg (1802–1882) war Weihbischof von Brixen, langjähriger Schulinspektor und Dekan in Innsbruck, Gründer des Taubstummeninstituts von Tirol.
Am Bichl, KG Igls
Nach einer alten Flurbezeichnung (Bichl ist die oberdeutsche Bezeichnung für Hügel).
Am Gießen, KG Hötting (Höttinger Au)
Parallelstraße zur Kranebitter Allee bzw. zum Fürstenweg.
Nach dem Gießenbach, der hier kanalisiert und unterirdisch als Fortsetzung des Lohbachs (siehe Lohbachweg) fließt und unterhalb der Universitätsbrücke in den Inn mündet. Der Name Gießen ist schon seit 1365 aus Urkunden bekannt.
Ampfererstraße, KG Hötting (Höttinger Au)
Zweigt beiderseits von der Bachlechnerstraße ab.
Otto Ampferer (1875–1947) aus Innsbruck war Chefgeologe in Wien und Verfasser von Geländeführern und kartografischen Werken.
Am Rain, KG Pradl
An der Türingstraße
Benannt nach der nahen, nach Osten abfallenden Geländestufe (im Volksmund „Dotterbichl“ genannt). Ein Rain ist auch eine Ackergrenze.
Amraser-See-Straße, KG Amras
Teil der B 174 und Autobahnzubringer zur Inntalautobahn, als Fortsetzung der Burgenlandstraße.
Benannt nach dem einstigen Amraser See.
Amraser Straße, KG Innsbruck (Dreiheiligen), KG Pradl, KG Amras
Führt als Fortsetzung der Museumstraße bis zum Tummelplatzweg.
Benannt nach dem 1938 eingemeindeten Dorf Amras.
Am Roßsprung, KG Pradl
Zweigt von der Türingstraße ab.
Der Name bezieht sich auf ein Ereignis aus der Zeit Erzherzog Siegmunds. An dieser Stelle soll ein Edelknabe mit dem Pferd seines Herrn einen 40 Werkschuh (etwa 12 Meter) breiten Graben übersprungen haben. Die Flurbezeichnung existiert seit 1625.
Am See, KG Igls
Der Weg führt parallel angrenzend an die Lanser Straße.
Der Name bezieht sich auf den ehemaligen Viller See nördlich von Igls, der seit 1270 urkundlich erwähnt ist und von 1328 bis 1807 oder 1808 dem Stift Wilten gehörte.
Amthorstraße, KG Pradl
An der Kreuzung Pembaurstraße/Langstraße.
Eduard Amthor (1820–1884), Verfasser und Verleger alpiner Literatur.
Andechsstraße, KG Pradl (Reichenau), KG Amras
Sie führt von der Kreuzung mit der Reichenauer Straße/Prinz-Eugen-Straße zum Autobahnzubringer zur Inntalautobahn (B 174)
Die bayrischen Grafen von Andechs gründeten 1180 auf dem Gebiet der heutigen Altstadt im Tauschhandel von Stift Wilten einen Markt und gelten damit als Begründer der Stadt Innsbruck. Otto II., der letzte männliche Andechser, verlieh 1239 das Stadtrecht. Nach seinem Tod 1248 fiel Innsbruck an die Grafen von Tirol.
An der Furt, KG Pradl
Liegt parallel zur Sill. Sie erinnert an eine Furt über den Fluss.
An-der-Lan-Straße, KG Mühlau, KG Arzl (Olympisches Dorf)
Sie zweigt von der Schützenstraße ab und führt bis zum Kugelfangweg an der Grenze zur Nachbargemeinde Rum.
Gotthard Freiherr von An der Lan (gest. 1934), war im Ersten Weltkrieg Führer des Innsbrucker Standschützenbataillons. Die Freiwilligeneinheit verteidigte Tirol an der Dolomitenfront so lange, bis die Kaiserjäger von der Ostfront nach Tirol zurückgeholt wurden.
Andreas-Dipauli-Straße, KG Hötting (Kranebitten)
Sie verbindet die Klammstraße mit der Hans-Untermüller-Straße.
Andreas Dipauli von Treuheim (1761–1839) war Jurist, Heimatforscher und Mitbegründer des Tiroler Landesmuseums. Er spendete dem Museum seine eigene Bibliothek mit vielen Handschriften (Dipauliana).
Andreas-Hofer-Straße, KG Wilten
Sie führt von der Maximilianstraße zur Egger-Lienz-Straße.
Andreas Hofer (1767–1810), Viehhändler und Gastwirt vom „Sandhof“ in Passeier, war Anführer des Tiroler Freiheitskampfes von 1809 und wurde 1810 in Mantua erschossen.
Andreas-Hofer-Weg, KG Wilten
Ein Spazierweg von der Mentlberg-Siedlung bis zum Sonnenburgerhof an der Brennerstraße.
Angergasse, KG Hötting (Höttinger Au)
Fortsetzung der Amberggasse, führt vom Fürstenweg zum Mitterweg.
Benannt nach dem Höttinger Anger, einer Viehweide.
Angerzellgasse, KG Innsbruck (Innenstadt)
Sie verbindet die Museumstraße mit der Universitätsstraße. Durch Gemeinderatsbeschluss 1873 von Kugelgasse umbenannt.
Nach einem alten Adelssitz, bewohnt u. a. von den Grafen von Wolkenstein.
Anichstraße, KG Innsbruck (Innenstadt)
Sie führt vom Innrain zur Maria-Theresien-Straße. Die Anichstraße war bis 1877 nur ein Feldweg in der damals „Neustadt“ genannten Theresienstraße.
Peter Anich (1723–1766) war ein Tiroler Feldvermesser und Kartograf.
Anna-Dengel-Straße, KG Hötting (Kranebitten)
Diese kurze Straße verbindet die Klammstraße mit dem Leopold-Knebelsberger-Weg.
Anna Dengel (1892–1980) war Ärztin und Gründerin der Kongregation Missionsärztlicher Schwestern (1925).
Anna-Stainer-Knittel-Weg, KG Hötting (Höttinger Au)
Anna Stainer-Knittel (1841–1915), aus dem Lechtal stammende Malerin, Gründerin einer „Zeichen- und Malschule für Damen“ in Innsbruck, Vorbild für den Roman „Die Geierwally“
Anni-Kraus-Weg, KG Innsbruck (Saggen)
Der kurze Weg zwischen Rennweg und Hans-Psenner-Steg erinnert an die bekannte Mundartdichterin Anni Kraus (1897–1986).
Anton-Eder-Straße, KG Pradl
Sie verläuft von der Amraser Straße zur Burgenlandstraße/Olympiastraße, am Freizeitzentrum Tivoli vorbei.
Anton Eder (1868–1952) war Rechtsanwalt und 1923–1929 Bürgermeister von Innsbruck. In seiner Zeit wurden u. a. die Nordkettenbahn, die (alte) Bergiselschanze, das städtische Hallenbad in Pradl und der Flughafen Reichenau gebaut.
Anton-Melzer-Straße, KG Wilten
Sie ist die Fortsetzung der Egger-Lienz-Straße und führt an der „Graßmayrkreuzung“ (Leopoldstraße-Brennerstraße) weiter als Graßmayrstraße. Sie ist Teil der B 174.
Anton Melzer (1898–1951) war Bürgermeister von 1945 bis zu seinem Tod und um den Wiederaufbau Innsbrucks bemüht.
Anton-Rauch-Straße, KG Mühlau
Sie ist Teil der alten Dörferstraße durch die MARTHA-Dörfer und führt von der Mühlauer Brücke zum Hauptplatz (und von dort weiter als Arzler Straße).
Anton Rauch (1865–1938) war Mühlenbesitzer und der letzte Bürgermeister von Mühlau vor der Eingemeindung 1938.
Anzengruberstraße, KG Pradl
Sie verläuft vom Sillufer bis zur Roseggerstraße.
Ludwig Anzengruber (1839–1889), österreichischer Dichter (Volksdramatiker).
Archenweg, KG Amras
Er verläuft als Verlängerung der Roßaugasse parallel zum Inn, am Baggersee vorbei.
Der alte Flurname begründet sich auf die dortige „Verarchung“ (von lat. arcere – eindämmen), also Verbauung, des Inn.
Arthur-Haidl-Promenade, KG Innsbruck (Innenstadt), KG Hötting (Höttinger Au)
Sie verläuft am linken Innufer von der Universitätsbrücke zur Innbrücke.
Arthur Haidl (1910–1979), Lehrer, Schuldirektor, 1971–1977 Vizebürgermeister von Innsbruck, Ehrenringträger der Stadt Innsbruck.
Arzler Straße, KG Mühlau, KG Arzl
Sie ist nach der Anton-Rauch-Straße das zweite Teilstück der Dörferstraße über die MARTHA-Dörfer und findet ihre Fortsetzung in der Rumer Straße. Benannt ist sie nach dem Stadtteil Arzl.
Auffang, KG Wilten (Mentlberg)
Auffang ist eine Straße in der Mentlbergsiedlung. Der alte Flurname bedeutete gerodetes, urbar gemachtes Land.

## B
Bachgangweg, KG Vill
Der Bachgangweg verläuft vom Viller Moor (ehemaliger Viller See) am Viller Bach entlang und geht in den Lilly-von-Sauter-Weg über.
Bachgasse, KG Hötting
Sie liegt im Zentrum von Hötting und ist nach dem Höttinger Bach benannt.
Bachlechnerstraße, KG Hötting (Höttinger Au)
Sie führt von der Kreuzung Kranebitter Allee/Höttinger Au (B 171) bis zur Freiburger Brücke und bildet einen Teil der B 174.
Josef Bachlechner der Ältere (1871–1923) war ein Tiroler Bildhauer, Maler und Krippenschnitzer.
Bäckerbühelgasse, KG Innsbruck (Mariahilf-St. Nikolaus)
Die steile Gasse verbindet die Riedgasse mit der St.-Nikolaus-Gasse und leitet sich von einer alten Flurbezeichnung ab.
Badgasse, KG Innsbruck (Altstadt)
Die Badgasse zweigt von der Herzog-Otto-Straße ab und führt zur Pfarrgasse. Zum Inn hin wurde sie 1572 mit der Abtragung des Torturms geöffnet.
Der Name bezeichnet seit dem 14. Jahrhundert das ehemalige untere Stadtbad. Vorher hieß sie auch Ofenlochgasse.
Badhausstraße, KG Igls
Sie führt von der Talstation der Seilbahn auf den Patscherkofel bis zur Römerstraße.
Der Name leitet sich vom heute noch bestehenden Badhaus an der Römerstraße ab, das als allgemein zugängliches Heilbad um 1650 an eine unterirdische Schwefelquelle angeschlossen wurde.
Barthweg, KG Arzl
Der Barthweg führt von der Kreuzgasse zum Pfeisweg, südlich und parallel zur Arzler Straße.
Hermann Freiherr von Barth (1845–1876) war Alpinist und Erschließer der nördlichen Kalkalpen, vor allem Karwendel und Wettersteingebirge.
Bauerngasse, KG Hötting
Sie verläuft als Fortsetzung der Hinterwaldnerstraße von der Dorfgasse zur Bildgasse im Kern von Hötting.
Die Gasse ist „zu Ehren des Bauernstandes“ benannt.
Beda-Weber-Gasse, KG Pradl
Sie verläuft vom Wetterherrenweg zur Johann-Straß-Straße, parallel zur Wiesengasse.
Beda Weber (1798–1858) war ein Benediktiner-Pater, Schriftsteller, Politiker und Gelehrter. Er verteidigte 1848 als Abgeordneter des Wahlkreises Meran (heute Südtirol) im deutschen Parlament in der Frankfurter Paulskirche die Interessen Tirols. Ab 1849 war er Pfarrer am Dom zu Frankfurt.
Beethovenstraße, KG Innsbruck (Saggen)
Sie zweigt von der Erzherzog-Eugen-Straße parallel zum Bahnviadukt ab.
Ludwig van Beethoven (1770–1827), deutscher Komponist der Klassik, geboren in Bonn, lebte in Wien.
Berchtoldshofweg, KG Hötting (Hörtnaglsiedlung)
Der Weg führt von der Schneeburggasse Richtung Norden den Hang hinauf.
Der Berchtoldshof liegt unterhalb der Buzihütte und ist seit 1570 als Erbhof nachgewiesen. Von 1703 an war er im Besitz der Familie Perktold, Berktold und Berchtold (der Name änderte sich im Lauf der Zeit).
Bergisel, KG Wilten
Der Bergisel ist ein Hügel im Süden des Stadtteils Wilten. Der Name leitet sich von der vorrömischen Bezeichnung burgusinus (Berg) ab und wird immer zusammen geschrieben.
Bergiselweg, KG Wilten
Er führt unterhalb der Bergiselschanze zum Kaiserjägermuseum und zum Andreas-Hofer-Denkmal und ist nach dem Bergisel benannt.
Bernhard-Höfel-Straße, KG Amras (Rossau)
Sie verbindet den Langen Weg mit dem Grabenweg und liegt im Gewerbegebiet Rossau.
Bernhard Höfel (1862–1943), Juwelier, hat ein Großteil seines Vermögens der Stadt geschenkt.
Bertha-von-Suttner-Weg, KG Pradl (Reichenau)
Er verläuft von der Roßbachstraße zur Hegnerstraße.
Bertha von Suttner (1843–1914) war Journalistin und Schriftstellerin. Sie erregte mit ihrem Roman „Die Waffen nieder“ internationales Aufsehen. Bertha von Suttner regte Alfred Nobel zur Stiftung des Friedensnobelpreises an, den sie 1905 als erste Frau erhielt. Ihr Abbild ziert die österreichische 2-Euro-Münze.
Bettelwurfstraße, KG Arzl (Neuarzl)
Sie führt von der Monte-Piano-Straße parallel zur Haller Straße bis zur Col-di-Lana-Straße.
Der Bettelwurf ist ein Bergmassiv (Großer Bettelwurf, 2726 m) nördlich von Hall in Tirol.
Bichlweg, KG Amras
Er führt von der Kreuzung Geyrstraße/Luigenstraße unter der Inntalautobahn bis zum Tummelplatzweg.
Bichl ist eine umgangssprachliche Bezeichnung für einen Bühel.
Bienerstraße, KG Innsbruck (Dreiheiligen, Saggen)
Die Bienerstraße verläuft von der Kaiserjägerstraße unter dem Bahnviadukt zur Pembaurbrücke.
Wilhelm Biener (vor 1590–1651) war Jurist und Kanzler von Tirol, wurde 1651 in Rattenberg hingerichtet.
Bildgasse, KG Hötting
Die Bildgasse führt im Zentrum von Hötting von der Bauerngasse zur Dorfgasse.
Benannt nach der Wallfahrtskirche Höttinger Bild.
Bilgeristraße, KG Igls
Die Bilgeristraße führt von der Hilberstraße/Lanser Straße bis zur Talstation der Seilbahn auf den Patscherkofel.
Georg Bilgeri (1873–1934) war Kaiserjägeroberst und ein Pionier des Skilaufs und war oft in Igls.
Bischof-Reinhold-Stecher-Platz, KG Innsbruck (Innenstadt)
Platz vor der Johanneskirche
Reinhold Stecher (1921–2013) war 1980–1997 Bischof der Diözese Innsbruck.
Blasius-Hueber-Straße, KG Innsbruck (Innenstadt), KG Hötting (Höttinger Au)
Sie führt von der Höttinger Au zum Innrain, über die Universitätsbrücke.
Blasius Hueber (1735–1814) war Mitarbeiter und Nachfolger des Kartografen Peter Anich.
Bleichenweg, KG Amras
Der Bleichenweg verläuft im Osten von Amras nahe dem Autobahnanschluss Innsbruck-Ost der Inntalautobahn.
Der Name leitet sich von einem alten Flurnamen ab.
Blücherstraße, KG Innsbruck (Mariahilf-St. Nikolaus)
Die Blücherstraße in St. Nikolaus verläuft parallel zur Innstraße.
Gebhard Leberecht Fürst Blücher von Wahlstatt (1742–1819) war preußischer Generalfeldmarschall, Sieger in der Völkerschlacht bei Leipzig und in der Schlacht bei Waterloo.
Böhm-Bawerk Platz, KG Innsbruck (Innenstadt)
Es ist dies der Platz bei der Sozial- und Wirtschaftswissenschaftlichen Fakultät der Universität Innsbruck in der Universitätsstraße.
Eugen von Böhm-Bawerk (1851–1914) war ein österreichischer Ökonom. Er wurde 1884 zum o. Professor für politische Ökonomie an der Leopold-Franzens-Universität Innsbruck ernannt.
Botanikerstraße, KG Hötting
Sie zweigt von der Sonnenstraße ab und führt in die Sternwartestraße.
Benannt nach dem angrenzenden Botanischen Garten mit dem Botanischen Institut und der Sternwarte der Universität Innsbruck.
Botenthalweg, KG Hötting (Hörtnaglsiedlung)
Er führt vom Leonhardweg zur Karl-Innerebner-Straße.
Der alte Flurname leitet sich wahrscheinlich von „Bodntal“, das einen Grünboden im Tal bezeichnet, ab.
Bozner Platz, KG Innsbruck (Innenstadt)
Der Bozner Platz liegt zentral an der Meraner Straße, der Wilhelm-Greil-Straße, der Adamgasse und der Brixner Straße. Er hieß bis 1923 Margarethenplatz.
Benannt ist er nach Bozen, der Hauptstadt von Südtirol.
Brandjochstraße, KG Hötting
Die recht steile Brandjochstraße verbindet die Schneeburggasse mit der Sternwartestraße.
Benannt ist sie nach der Brandjochspitze (2599 m), westlich der Frau Hitt, der Nordkette nördlich von Innsbruck.
Brandlweg, KG Mühlau
Der Brandlweg verläuft parallel zur Haller Straße.
Der Tiroler Alois Brandl (1855–1940) war Professor für Anglistik in Berlin. Er arbeitete auf dem Gebiet der englischen Sprach- und Literaturgeschichte und war Träger des Ehrenringes der Stadt Innsbruck.
Brennerstraße, KG Wilten
Die Brennerstraße verläuft in der Verlängerung der Leopoldstraße Richtung Süden bis zur Grenze mit der Gemeinde Natters. Sie ist Teil der B 182 zum Brennerpass.
Brixner Straße, KG Innsbruck (Innenstadt)
Die Brixner Straße verläuft vom Bozner Platz zum Südtiroler Platz.
Brixen ist eine Stadt in Südtirol.
Brückenplatzl, KG Pradl
Das Brückenplatzl ist der Platz vor der Pradler Sillbrücke.
Brucknerstraße, KG Innsbruck (Saggen)
Die Brucknerstraße verläuft von der Hugo-Wolf-Straße zur Beethovenstraße, parallel zur Erzherzog-Eugen-Straße.
Anton Bruckner (1824–1896) ist ein österreichischer Symphoniker und Kirchenmusiker.
Bruder-Willram-Straße, KG Pradl
Sie verläuft von der Kranewitter Straße zur Amraser Straße.
Bruder Willram (1870–1939) war das Pseudonym des Tiroler Heimatdichters Anton Müller.
Brunecker Straße, KG Innsbruck (Innenstadt)
Sie verläuft vom Südtiroler Platz zur Museumstraße.
Bruneck ist eine Stadt im Südtiroler Pustertal.
Brunnenweg, KG Igls
Der Brunnenweg zweigt vom Fernkreuzweg ab.
Der Name stammt von einem alten Flurnamen, nach einem Brunnen.
Buchweg, KG Mühlau, KG Arzl
Der Buchweg zweigt von der Josef-Schraffl-Straße ab und ist ein alter Flurname, benannt nach Buchen.
Burgenlandstraße, KG Pradl
Die Burgenlandstraße ist Teil der B 174 und geht westlich in die Olympiastraße, östlich in die Amraser-See-Straße über.
Burgenland ist das östlichste und jüngste Bundesland (seit 1921) von Österreich.
Bürgerstraße, KG Innsbruck (Innenstadt)
Die Bürgerstraße verläuft vom Innrain zur Maximilianstraße. Sie erinnert an die Zeit des aufstrebenden Bürgertums um 1870.
Burggraben, KG Innsbruck (Innenstadt)
Der Burggraben, benannt nach der Hofburg, ist der östliche Teil des ehemaligen, mit Wasser gefüllten und 1765 zugeschütteten Stadtgrabens um die Altstadt. Zusammen mit dem Marktgraben zeigt er noch heute den Verlauf der Stadtmauer und des davor liegenden Grabens. Vor 1873 hieß er Franziskanergraben (nach dem anliegenden Franziskanerkloster).
Burghard-Breitner-Straße, KG Pradl (Reichenau)
Die Burghard-Breitner-Straße führt als Einbahn von der Reichenauer Straße zur Radetzkystraße.
Burghard Breitner (1884–1956) war Chirurg und Vorstand der Chirurgischen Universitätsklinik Innsbruck, Verfasser wissenschaftlicher Bücher und langjähriger Präsident der österreichischen Gesellschaft vom Roten Kreuz.
Burgstadl, KG Hötting
Burgstadl bezeichnet einen alten Flurnamen nördlich der Höhenstraße.
Burgweg, KG Vill
Der Burgweg verläuft vom Dorfkern am Viller Bach entlang.
Der Flurname erinnert an die ehemalige Burg Straßfried.

## C
Canisiusweg, KG Arzl
Er verläuft von der Johannesgasse im Dorfkern von Arzl nach Osten hin bis zur Grenze mit der Nachbargemeinde Rum.
Petrus Canisius (1521–1597), Jesuit, war Seelsorger, Religionslehrer, Hofprediger. In Innsbruck gründete er das Jesuitenkolleg und das Gymnasium als Grundlage der späteren Universität.
Christoph-Probst-Platz, KG Innsbruck (Innenstadt)
Der Platz liegt am Innrain, vor dem Gebäude der „neuen Universität“ (Hauptgebäude der Universität Innsbruck). Er wurde am 16. März 1994 benannt.
Christoph Probst (1919–1943) war Medizinstudent in Innsbruck und Widerstandskämpfer gegen das NS-Regime (Mitglied der Weißen Rose).
Claudiaplatz, KG Innsbruck (Saggen)
Der Claudiaplatz ist ein zentraler Platz im Saggen.
Claudia de Medici (1604–1648) war Erzherzogin von Österreich und Landesfürstin von Tirol.
Claudiastraße, KG Innsbruck (Saggen)
Sie führt vom Claudiaplatz zur Ing.-Etzel-Straße. Die Bundesbahndirektion der ÖBB ist ein typisches Beispiel der Gründerzeitbauten in diesem Stadtteil. Benannt ist die Straße nach Claudia de Medici.
Clemens-Holzmeister-Straße, KG Hötting (Hörtnaglsiedlung)
Sie zweigt von der Peerhofstraße ab und erschließt einen Teil der von 1985 bis 1990 im Westen der Stadt erbauten Peerhofsiedlung.
Clemens Holzmeister (1886–1983) aus Fulpmes war ein international tätiger Architekt.
Col-di-Lana-Straße, KG Arzl (Neu-Arzl)
Sie verbindet die Haller Straße mit der Schützenstraße.
Der Col di Lana ist ein 2462 m hoher Berg in den Venezianer Dolomiten, 13 km westlich von Cortina d’Ampezzo, der durch die Abwehrkämpfe des Ersten Weltkriegs von 1915 bis 1917 Berühmtheit erlangte.
Colingasse, KG Innsbruck (Innenstadt)
Sie führt von der Bürgerstraße zum Adolf-Pichler-Platz.
Alexander Colin (1527/1529–1612) war ein flämischer Bildhauer, der unter anderem ab 1564 die Relieftafeln für das Grabmal Kaiser Maximilian I. in der Hofkirche (Innsbruck) schuf.
Conradstraße, KG Innsbruck (Saggen)
Sie führt von der Falkstraße zum Claudiaplatz. Bis 1930 hieß sie Adolf-Pichler-Straße.
Franz Conrad von Hötzendorf (1852–1925) war österreichisch-ungarischer Feldmarschall und einer der bedeutendsten Heerführer des Ersten Weltkrieges.
Cranachstraße, KG Pradl
Sie verläuft von der Roseggerstraße zur Dr.-Glatz-Straße, parallel zur Burgenlandstraße.
Lucas Cranach der Ältere (1472–1553) war Maler und Grafiker und schuf unter anderem das Madonnenbild am Hochaltar des Dom zu St. Jakob in Innsbruck.
Cusanusweg, KG Hötting (Höttinger Au)
Er verläuft parallel zu Fürstenweg und Huchenstraße.
Nikolaus von Kues, latinisiert: Nicolaus Cusanus (1401–1464) war Rechtsgelehrter und Theologe. 1450 erhielt er das Bistum Brixen.

## D
d'Albertweg, KG Igls
Dieser Weg zweigt vom Fernkreuzweg ab.
Eugène d’Albert (1864–1932) war ein Komponist, Schüler des österreichischen Komponisten Franz Liszt und langjähriger Kurgast in Igls.
Daneygasse, KG Hötting (Höttinger Au)
Sie zweigt vom Fürstenweg ab und führt zum Ursulinenweg.
Josef Daney (1782–1826) war Feldkaplan und der Vertraute des Freiheitskämpfers Andreas Hofer.
Daxgasse, KG Hötting
Die Daxgasse führt im Dorfzentrum von Hötting von der Schneeburggasse zur Schulgasse.
Paul Dax (1503–1561), Maler, Feldhauptmann des Stadtfähnleins, Teilnahme an Kämpfen (1527 – Einnahme Roms, 1528 – Belagerung Neapels, 1529 – Kampf in Wien gegen die Türken, 1546 – Verteidigung der Ehrenberger Klause).
DDr.-Alois-Lugger-Platz, KG Arzl (Olympisches Dorf)
Der Platz vor dem centrum.odorf, zwischen Kajetan-Sweth-Straße und An-der-Lan-Straße, keine Hausnummern.
Alois Lugger (1912–2005), 27 Jahre lang Bürgermeister der Stadt Innsbruck, während der beiden Olympischen Spiele.
Defreggerstraße, KG Pradl
Sie führt vom Leipziger Platz zur Langstraße.
Franz von Defregger (1835–1921), Maler von Szenen aus dem Tiroler Bauernleben und den Freiheitskriegen, 1878–1910 Professor an der Akademie in München.
Domanigweg, KG Amras
Er zweigt von der Amraser-See-Straße ab und führt zur Lönsstraße.
Karl Domanig (1851–1913) aus Sterzing, Numismatiker und Schriftsteller (Autor vieler populärer Bücher patriotischer Natur).
Domplatz, KG Innsbruck (Altstadt)
Der Domplatz liegt am Dom zu St. Jakob. Bis 1966 hieß der Platz „Pfarrplatz“.
Dorfgasse, KG Hötting
Die Dorfgasse führt vom Dorfkern von Hötting hinaus zur Gramartstraße.
Sie bezieht sich auf das ehemalige Dorf Hötting, bis 1938 selbständige Gemeinde.
Dörrstraße, KG Arzl (Neu-Arzl)
Die Dörrstraße führt vom Schusterbergweg parallel zur Bahnstrecke der Unterinntalbahn, um dann nach rechts in die Haller Straße abzubiegen.
Sie ist benannt nach der Fabrik für Dachpappe und Teerprodukte.
Dreiheiligenstraße, KG Innsbruck (Innenstadt, Dreiheiligen)
Sie führt als Fortsetzung der Universitätsstraße unter dem Bahnviadukt durch Dreiheiligen und geht in die Reichenauer Straße über.
Benannt ist sie nach der Dreiheiligenkirche.
Dr.-Adolf-Hörhager-Straße, KG Amras (Rossau)
Sie führt von der Trientlgasse zur Rossaugasse und liegt im Gewerbegebiet Rossau.
Adolf Hörhager (1884–1940), Rechtsanwalt, für sein Eintreten für ein freies Österreich am 1. Februar 1940 im KZ Mauthausen ermordet.
Dr.-Carl-Lampert-Platz, KG Hötting
Platz vor der Mariahilfkirche
Carl Lampert (1894–1944), katholischer Priester und Provikar des Tiroler Teils der Apostolischen Administratur Innsbruck-Feldkirch. Er wurde 1944 von den Nationalsozialisten hingerichtet.
Dr.-Ferdinand-Kogler-Straße, KG Amras
Sie führt von der Andechsstraße unter dem Autobahnzubringer B 174 zur Geyrstraße.
Ferdinand Kogler (1872–1944), Jurist und Historiker, Dekan und Rektor der Universität Innsbruck. Er befasste sich mit der Tiroler Rechtsgeschichte und der Verfassungsgeschichte Österreichs.
Dr.-Franz-Werner-Straße, KG Mühlau
Sie verläuft im Gewerbegebiet zwischen Bahnlinie und Haller Straße.
Franz Werner (1829–1904) war 1. Magistratsrat und Ehrenbürger der Stadt Innsbruck. Nach seinen Plänen wurde das vorausschauend geplante Landeskrankenhaus und Arbeiterwohnungen für den Vinzenz-Verein in der Kapuzinergasse gebaut.
Dr.-Glatz-Straße, KG Pradl
Sie verläuft von der Amraser Straße über die Burgenlandstraße zur Kaufmannstraße.
Josef Glatz (1825–1890), Innsbrucker Stadt- und Armenarzt.
Dr.-Hans-Klocker-Straße, KG Mühlau, KG Arzl
Sie verläuft vom Nikodemweg zur Kreuzgasse am Abhang südlich der Arzler Straße und wurde erst kürzlich benannt.
Johann Franz Klocker (1909–1981) war Gründer des Volkswagen-Werkes in Innsbruck.
Dr.-Ing.-Riehl-Straße, KG Wilten
Sie zweigt von der Karwendelstraße ab.
Josef Riehl (1842–1917) war Bauingenieur und Unternehmer, Ehrenbürger der Stadt Innsbruck. Er baute unter anderem das Elektrizitätswerk Sill, die Igler, Stubaitalbahn, Fleimstalbahn, Rittner Bahn und mit Karl Innerebner die Mittenwaldbahn.
Dr.-Karl-von-Grabmayr-Straße, KG Wilten
Sie verläuft von der Tschamlerstraße zur Leopoldstraße und wurde kürzlich benannt.
Karl Grabmayr von Angerheim (1848–1923), gilt als einer der bedeutendsten Politiker Tirols. Schöpfer des Tiroler Grundbuches und des Höferechtes.
Dr.-Sigismund-Epp-Weg, KG Hötting (Höttinger Au)
Er verläuft als Fortsetzung der Sonnenstraße bis zur Kirschentalgasse und hieß früher Kindergartenweg.
Sigismund Epp (1647–1720), erster Prokanzler und Rektor der Leopold-Franzens-Universität Innsbruck. Er war maßgeblich an einem 1688 geschlossenen Abkommen zwischen der Universität Innsbruck und dem Bischof von Brixen beteiligt, das die weitere Entwicklung der Universität entscheidend prägte. Er war zugleich als Landschaftlicher Kaplan an der Mariahilfkirche tätig.
Dr.-Stumpf-Straße, KG Hötting (Höttinger Au)
Sie führt nahe am Innufer entlang bis zur Uferstraße bei der Karwendelbrücke.
Franz Stumpf (1876–1935) war Landeshauptmann von Tirol.
Duilestraße, KG Wilten
Sie verläuft als Fortsetzung der Neuhauserstraße im Industrie- und Gewerbegebiet am Westbahnhof, zum Umspannwerk Wilten an der Pädagogischen Akademie und den Innsbrucker Verkehrsbetrieben vorbei.
Josef Duile (1776–1863), stellvertretender Landesbaudirektor, Erbauer der ehemaligen Mühlauer Kettenbrücke (siehe Mühlauer Brücke). Er hatte wesentlichen Anteil am Bau der Brenner- und Arlbergstraße und war Tirols erster Wildbachverbauer.
Dürerstraße, KG Pradl
Sie verläuft von der Schretterstraße zum Altenheim.
Albrecht Dürer (1471–1528), geb. in Nürnberg, Zeichner, Maler, Grafiker und Kunstschriftsteller. Er kam auf seiner ersten Italien-Reise durch den Telfer Ortsteil Mösern, westlich von Innsbruck, und soll dort 1498 ein Selbstbildnis gemalt haben, das den Blick von Mösern in den Talkessel des Inntals von Telfs zeigt. Es befindet sich derzeit im Prado (Madrid). Einen weiteren Blick auf die Hohe Munde bei Telfs zeigt die Mitteltafel des Paumgartner-Altars, die sich in der Alten Pinakothek in München befindet.
Durigstraße, KG Pradl (Reichenau)
Sie verläuft von der Reut-Nicolussi-Straße zur Radetzkystraße.
Ernst Durig (1870–1965), Jurist und Präsident des Verfassungsgerichtshofs, Träger des Ehrenrings der Stadt Innsbruck und des Landes Tirol.

## E
Eckenried, KG Mühlau
Eckenried ist eine alte Flurbezeichnung für das nordwestliche Gebiet von Mühlau, das inzwischen verbaut wurde. Als Ried wurde früher ein Moor oder ein Gelände mit sumpfigem Boden bezeichnet.
Edith-Stein-Weg, KG Wilten
Sie verläuft von der Michael-Gaismair-Straße zur Mentlgasse.
Edith Stein (1891–1942), Ordensname Teresia Benedicta a Cruce, Tochter eines jüdischen Kaufmanns und eine bedeutende christliche Philosophin und Pädagogin. 1922 trat in die römisch-katholische Kirche ein, 1933 in den Orden der Unbeschuhten Karmelitinnen. 1942 wurde sie im KZ Auschwitz ermordet.
Eduard-Bodem-Gasse, KG Amras
Sie verläuft vom Grabenweg zur Valiergasse, am Technologiezentrum vorbei.
Eduard Bodem (1910–1977), Pionier des Flugrettungsdienstes, trug zur Verbesserung des Bergrettungsdienstes bei.
Eduard-Wallnöfer-Platz, KG Innsbruck (Innenstadt)
Der Platz vor dem Neuen Landhaus wurde von Landhausplatz umbenannt. Hier befinden sich neben dem 1938 gebauten Neuen Landhaus die Zentrale der TIWAG sowie mehrere Denkmäler: das in französischer Besatzungszeit entstandene Befreiungsdenkmal, ein stilisierter siebenarmiger Leuchter als Mahnmal für die ermordeten Juden in der Reichspogromnacht, 1996 von Schülern errichtet, und der Vereinigungsbrunnen, der an die Eingemeindung der ehemaligen Dörfer um Innsbruck erinnert (als Ersatz für den in den 1940er-Jahren gesprengten Brunnen vor dem Hauptbahnhof).
Eduard Wallnöfer (1913–1989) war 1963–1987 Landeshauptmann von Tirol.
Egerdachstraße, KG Pradl (Pradl, Reichenau)
Sie verläuft nahe dem Brückenplatzl an der Pradler Brücke beginnend zum Langen Weg. Der südliche Teil ist gesäumt von Schrebergärten, Gärtnereien und Sportplätzen. Er ist die alte Dorfstraße von Pradl nach Amras und wurde manchmal auch als „Dorfweg“ bezeichnet.
Der Name stammt vom ehemaligen Heilbad Egerdach bei Amras.
Eggenwaldweg, KG Arzl
Er führt vom Arzler Dorfzentrum am Landeshauptschießstand vorbei zum namensgebenden Eggenwald. Der Eggenwald ist die nördliche Begrenzung der Arzler Feldflur.
Egger-Lienz-Straße, KG Wilten
Sie ist als Teil der B 174 und schließt westlich an die Holzhammerstraße und östlich an die Anton-Melzer-Straße an. Die Straße führt am Hauptgebäude des Westbahnhofs vorbei.
Albin Egger-Lienz (1868–1926), Maler bäuerlicher Themen.
Eichhof, KG Pradl
Die Hofstraße zweigt von der Kranewitterstraße ab. Wie der Ahornhof und der Lindenhof sind die Gebäude aus der Zeit der Südtiroler Umsiedler der Option.
Der Name stammt von einem abgebrochenen Bauernhof, benannt nach Eichen.
Eichlerstraße, KG Igls
Sie führt im Ortszentrum von Igls von der Obexerstraße weg und findet die Fortsetzung im Viller Steig.
Josef Eichler (1843–1930), Lehrer und Schulleiter in Igls und Ehrenbürger der damals eigenständigen Gemeinde Igls.
Eisensteckenweg, KG Arzl (Olympisches Dorf)
Der Weg führt von der An-der-Lan-Straße zur Kajetan-Sweth-Straße.
Josef Eisenstecken (1779–1827) aus Matrei am Brenner war Freiheitskämpfer unter Andreas Hofer.
Elisabethstraße, KG Innsbruck (Saggen)
Sie verläuft im „Villensaggen“ von der Kaiserjägerstraße zum Claudiaplatz.
Elisabeth (1837–1898), genannt „Sisi“,  Kaiserin von Österreich und Königin von Ungarn, heiratete als 17-Jährige Kaiser Franz Joseph I.
Erika-Cremer-Straße, KG Hötting (Hörtnaglsiedlung)
Erika Cremer, Physikochemikerin (1900–1996) am Institut für Physikalische Chemie, berufen 1940.
Erikaweg, KG Wilten (Sieglanger)
Dieser kurze Weg verläuft von der Weingartnerstraße zum Sieglangerufer.
Der Name stammt von der Erika, der volkstümlichen Bezeichnung für das Heidekraut.
Erlerstraße, KG Innsbruck (Innenstadt)
Sie führt von der Meraner Straße über den Sparkassenplatz zur Museumstraße.
Benannt nach Georg Erler (1794–1848), Magistratsrat von Innsbruck.
Erzherzog-Eugen-Straße, KG Innsbruck (Saggen)
Sie führt vom Rennweg unter dem Bahnviadukt durch bis zur Prinz-Eugen-Brücke, wo sie als Prinz-Eugen-Straße weiterführt.
Erzherzog Eugen (1863–1954), österreichisch-ungarischer Feldmarschall, führte die österreichische Armee 1915–1918 gegen Italien. Er war der letzte Hoch- und Deutschmeister. Er hatte seit 1945 seinen Wohnsitz in Igls.
Etrichgasse, KG Amras
Sie führt vom Grabenweg zur Valiergasse, parallel zur Bernhard-Höfel-Straße.
Ignaz Etrich (1879–1967) aus Böhmen, Flugzeugkonstrukteur, baute 1907–1908 die Etrich Taube, die im Ersten Weltkrieg eingesetzt wurde.
Eugenpromenade, KG Igls
Sie führt von der Patscher Straße am Kur- und Kongresszentrum Igls vorbei zur Bilgeristraße.
Benannt nach Erzherzog Eugen.
Europaratsallee, KG Innsbruck (Innenstadt)
Sie führt parallel zum Rennweg und wurde im Mai 1999 aus Anlass des 50-jährigen Bestehens des Europarats benannt.
Exerzierweg, KG Arzl
Er führt von der Rumer Straße den Hang hinab und führt nach der Bahnunterführung in die Dörrstraße.
Der Name bezeichnet einen ehemaligen Exerzierplatz.
Exlgasse, KG Hötting (Höttinger Au)
Sie führt vom Fürstenweg zur Dr.-Stumpf-Straße.
Ferdinand Exl (1875–1942), Gründer der gleichnamigen Bühne, die aus dem Pradler Bauerntheater entstanden war. Die Aufführungen machten die Tiroler Dramatiker Franz Kranewitter und Karl Schönherr bekannt. Der Theaterbau, 1958 abgebrannt, stand auf dem Platz des heutigen ORF-Landesstudios.

## F
Falkstraße, KG Innsbruck (Saggen)
Die Falkstraße ist die mittlere Straße im Villensaggen, dessen Straßennetz in Form einer Bischofsmütze angelegt wurde. Sie war ursprünglich als Saggen-Hauptallee geplant gewesen, dies scheiterte jedoch am Gelände der damaligen Landesschützenkaserne. Sie führt heute unter anderem auch am Gelände der Innsbrucker Messe vorbei.
Heinrich Falk (1840–1917), Rechtsanwalt, 1880–1894 Bürgermeister von Innsbruck, später Ehrenbürger.
Fallbachgasse, KG Innsbruck (Mariahilf-St. Nikolaus)
Sie ist benannt nach dem Fallbach in St. Nikolaus, der oberhalb der Vogelhütte im Stadtwald entspringt und in den Inn fließt.
Fallmerayerstraße, KG Innsbruck (Innenstadt)
Sie verläuft vom Adolf-Pichler-Platz über die Anichstraße zur Maximilianstraße. In der Fallmerayerstraße befinden sich mehrere bedeutende Bauten, wie der rückwärtige Trakt des Rathauses, das Bundesoberstufen-Realgymnasium und das Landesgericht.
Jakob Philipp Fallmerayer (1790–1861), Historiker und Reiseschriftsteller. Bekannt sind seine Schilderungen des Orients, den er 1831 zum ersten Mal bereiste.
Feldstraße, KG Wilten
Die Feldstraße verläuft südlich vom Westbahnhof in einer Industrie- und Gewerbezone bis zu den ÖBB-Werkstätten.
Nach einer alten Flurbezeichnung, der sich auf die ehemaligen Wiltener Felder bezieht.
Felseckstraße, KG Wilten (Mentlberg)
Sie führt von der Mentlbergstraße zur Mentlbergsiedlung und bezeichnet einen alten Flurnamen.
Fennerstraße, KG Pradl (Pradl, Reichenau)
Sie führt von der Kärntner Straße zur Oswald-Redlich-Straße.
Feldmarschallleutnant Franz Philipp Fenner von Fenneberg (1759–1824), „Vater der Tiroler Kaiserjäger“.
Ferdinand-Weyrer-Straße, KG Mühlau
Sie führt von der Haller Straße zum Sternbachplatz. In der heutigen Ferdinand-Weyrer-Straße 3 befand sich die landesfürstliche Gusshütte, in der zwischen 1511 und 1584 ein Großteil der Bronzestatuen des Grabmals Kaiser Maximilian I. für die Hofkirche gegossen wurden. Sie lagerten im Nebengebäude mit der Haus-Nr. 1.
Ferdinand Weyrer (1842–1892), Besitzer der Mühlauer Schafwollfabrik.
Fernkreuzweg, KG Igls
Der Weg führt von der Igler Straße Richtung Süden.
Der Name bezieht sich auf ein altes Feldkreuz.
Finkenbergweg, KG Arzl
Er zweigt vom Eggenwaldweg ab und geht in den Rechenhofweg über.
Der Name bezieht sich auf einen alten Flurnamen.
Fischerhäuslweg, KG Hötting (Höttinger Au)
Er verbindet die Kranebitter Allee mit dem Fürstenweg.
Das Fischerhäusl war ein Jagd- und Fischereischloß an einem ehemaligen Fischsee.
Fischnalerstraße, KG Hötting (Höttinger Au)
Sie führt von der Bachlechnerstraße zum Fürstenweg.
Konrad Fischnaler (1855–1941), Heimatforscher, Heraldiker und Kustos des Landesmuseum Ferdinandeum. Erstellte eine fünfteilige Chronik von Innsbruck.
Fischottersteig, KG Hötting (Höttinger Au)
Er zweigt vom Fürstenweg ab und endet beim Gelände des Flughafens Innsbruck.
Der Name bezieht sich auf Fischotter, die hier im Tierpark Kaiser Maximilian I. existiert hatten.
Fliedergasse, KG Hötting (Lohbachsiedlung)
Sie führt vom Lohbachufer zum Vögelebichl. Vor der Umbenennung war die ganze Lohbachsiedlung mit Hausnummern durchnummeriert.
Der Name bezieht sich auf Fliedersträuche, die von den Hausbesitzern gepflanzt wurden.
Framsweg, KG Arzl
Der Framsweg ist die Fortsetzung der Schobergasse im Dorfkern von Arzl und führt nach Westen an der Volksschule vorbei, weiter als Feldweg.
„Frams“ bzw. „Framsbodn“ ist ein alter Flurname, eventuell keltischen Ursprungs.
Franz-Baumann-Weg, KG Hötting (Lohbachsiedlung)
Der Weg führt von der Technikerstraße zur Viktor-Franz-Hess-Straße. Hier befindet sich das Kolpinghaus Hötting-West.
Franz Baumann (1892–1974) gilt als einer der führenden Architekten der Zwischenkriegszeit. Seine bedeutendsten Bauten in Innsbruck waren die Bergstationen der ersten Hungerburgbahn, Seegrube und des Hafelekar der Nordkettenbahn, die Universitätsbrücke sowie die Höttinger Hauptschule. Er erhielt den Ehrentitel Professor.
Franz-Fischer-Straße, KG Wilten
Sie führt von der Fritz-Pregl-Straße zur Schöpfstraße.
Franz Fischer (1887–1943), Bürgermeister von Innsbruck 1929–1938.
Franz-Greiter-Promenade, KG Innsbruck (Saggen)
Sie führt parallel zum Rennweg, am rechten Ufer des Inn.
Franz Greiter (1896–1978), Bürgermeister 1951–1956, Ehrenringträger der Stadt Innsbruck.
Franz-Gschnitzer-Promenade, KG Innsbruck (Innenstadt), KG Wilten
Sie führt am rechten Ufer des Inn entlang und geht nach der Universitätsbrücke in das Herzog-Siegmund-Ufer über.
Franz Gschnitzer (1899–1968), Jurist, Professor an der Universität Innsbruck, Präsident des Obersten Gerichtshofs von Liechtenstein, 1945–1962 Mitglied des österreichischen Nationalrats, 1956–1961 Staatssekretär im Außenministerium. Er übte großen Einfluss auf die Südtirolpolitik aus.
Franz-Kotter-Weg, KG Hötting
Er führt von der Weiherburggasse weg.
Franz Kotter (1897–1957), 1946–1950 Vizebürgermeister von Innsbruck.
Franz-Wach-Gasse, KG Arzl
Sie führt von der Arzler Straße zum Kalvarienberg mit der Kalvarienbergkirche. Im August 2004 wurden im Bereich des Kalvarienbergs bei Hangsanierungen Funde aus römischer Zeit gemacht.
Franz Wach (1878–1958), Gemeindevorsteher von Arzl (damals eine selbständige Gemeinde).
Franziskanerplatz
Umgangssprachliche Bezeichnung für die Fußgängerzone des Burggraben. Er hat seinen Namen von der Hofkirche, auch Franziskanerkirche genannt.
Frauenanger, KG Wilten
Der Frauenanger führt von der Leopoldstraße zur Neurauthgasse.
Nach dem alten, dem Prämonstratenser-Chorherrenstift Wilten angegliederten Frauenkloster.
Frau-Hitt-Straße, KG Hötting
Sie führt von der Schneeburggasse südwärts über ein Gefälle zum Dr.-Sigismund-Epp-Weg.
Frau Hitt ist ein Felszacken der Nordkette und Teil einer Sage. Die Straße weist auf die Frau Hitt.
Freisingstraße, KG Wilten
Die kurze Straße führt von der Fritz-Pregl-Straße zur Peter-Mayr-Straße.
Benannt nach der Adelsfamilie Mayr von Freising, die die wohltätige Freisingstiftung einrichtete. Im Besitz der Familie war der adelige Freisitz Straßfried in der Leopoldstraße 53.
Freundsbergstraße, KG Pradl (Reichenau)
Sie führt parallel zur Reichenauer Straße und zweigt von der Radetzkystraße ab.
Georg von Freundsberg, auch Frundsberg (1473–1528), diente unter Kaiser Maximilian I., wurde 1504 zum Ritter geschlagen. 1519 befehligte er das Fußvolk des Schwäbischen Bundes gegen Ulrich von Württemberg. Karl V. übertrug ihm den Oberbefehl gegen Frankreich, wodurch er auch oberster Feldhauptmann Tirols wurde. Er formierte die Landsknechte zu einer schlagkräftigen Truppe und erhielt den Beinamen „Vater der Landsknechte“.
Fritz-Konzert-Straße, KG Wilten
Sie führt von der Anton-Melzer-Straße zur Pastorstraße, mit einer Brücke über die Konzertkurve, eine 1956 eröffnete Bahnverbindung zwischen Hauptbahnhof und Westbahnhof. Die Betonung liegt auf Konzert-Straße.
Dipl.-Ing. Fritz Konzert (1877–1964), Stadtbaudirektor, Ideenträger der Konzertkurve (einst eine Straßenkurve). Die Konzert-Straße liegt im Verlauf einer alten Straßenbahnbrücke.
Fritz-Pregl-Straße, KG Wilten
Sie führt von der Schöpfstraße zur Egger-Lienz-Straße/Holzhammerstraße. An der Straße befinden sich Institute der Universität Innsbruck und der städtische Westfriedhof.
Fritz Pregl (1869–1930), Universitätsprofessor für Chemie, österreichischer Nobelpreisträger 1923 für Chemie. Er gilt als Schöpfer der quantitativen Mikroanalyse organischer Verbindungen. Nach ihm ist die Preglsche Jodlösung benannt.
Fuchsrain, KG Arzl
Der Fuchsrain führt entlang der Bahnstrecke der Unterinntalbahn.
Der Straßenname stammt von einem alten Flurnamen.
Fuggergasse, KG Innsbruck (Innenstadt)
Sie führt von der Maria-Theresien-Straße zum Eduard-Wallnöfer-Platz.
Benannt ist die Fuggergasse nach den Fuggern, einem schwäbischen Handelsgeschlecht, das auch in Tirol tätig war.
Fürstenweg, KG Hötting (Höttinger Au)
Der Fürstenweg ist eine wichtige Straße im Westen von Innsbruck. Er zweigt von der Höttinger Au ab und führt an der Hauptschule Hötting, der Ursulinenschule, den Universitätssportstätten der Universität Innsbruck entlang und endet beim Abfertigungsgebäude des Flughafens Innsbruck.
Der Name bezieht sich auf die alte Straße zum Tiergarten, den Erzherzog Ferdinand II. ausbauen ließ. Der Tiergarten wurde als Jagdgebiet genutzt.
Furterzaunweg, KG Pradl
Der Furterzaunweg führt am Rand des Stadtparks Rapoldi (Rapoldipark) entlang.
Der Name bezeichnet einen alten Flurnamen, an einer alten Furt durch die Sill.

## G
Gabelsbergerstraße, KG Pradl
Die Straße verläuft von der Reichenauer Straße zur Gumppstraße und führt durch eine der letzten noch erhaltenen landwirtschaftlichen Flächen im zentrumsnahen Raum.
Franz Xaver Gabelsberger (1789–1849), Erfinder der kursiven Kurzschrift.
Galgenbühelweg, KG Hötting (Hörtnaglsiedlung)
Er führt vom Lahntalweg zum St.-Georgs-Weg, nahe der Haltestelle Allerheiligenhöfe der Mittenwaldbahn.
Der Name bezieht sich auf die alte Hinrichtungsstätte des Landgerichts Sonnenburg, das im 18. Jahrhundert auf dem Ansitz Ettnau in Hötting amtierte.
Gänsbacherstraße, KG Innsbruck (Saggen)
Sie ist die Fortsetzung der Karl-Schönherr-Straße und führt zur Claudiastraße. Sie liegt im Villensaggen, dessen Straßennetz in Form einer Bischofsmütze angelegt wurde.
Johann Gänsbacher (1778–1844), Tiroler Komponist, Domkapellmeister in Wien.
Gaswerkstraße, KG Pradl
Sie führt von der Körner Straße am Rand des Stadtparks Rapoldi zur Pradler Straße.
Der Name bezieht sich auf das ehemalige städtische Gaswerk, das früher hier stand. 1859 wurde es in Betrieb genommen, und nach dem Neubau am Standort „Sillzwickel“ (nahe der Mündung der Sill in den Inn) 1974 abgerissen.
Gehrnweg, KG Arzl
Der Weg führt durch die östlichen Arzler Felder nahe der Gemeindegrenze von Innsbruck und ist auf eine alte Bezeichnung zurückzuführen.
Gemsengasse, KG Hötting (Höttinger Au)
Sie führt vom Mitterweg zur Dr.-Stumpf-Straße.
Benannt ist sie nach den Gämsen, die im alten Tiergarten hier gelebt haben.
General-Eccher-Straße, KG Pradl (Reichenau)
Sie führt von der Kärntner Straße zur Reichenauer Straße und hat ihre Fortsetzung in der Radetzkystraße. Hier befindet sich das Militärkommando Tirol des österreichischen Bundesheers.
Generalmajor Oswald Eccher ab Eccho (1866–1935), im Ersten Weltkrieg Landesbefehlshaber von Tirol.
General-Feurstein-Straße, KG Arzl
Sie ist die Fortsetzung des Lehmwegs, am östlichen Ortsrand von Arzl.
General Valentin Feurstein (1885–1970), Offizier des Ersten und Zweiten Weltkriegs.
Gerhart-Hauptmann-Straße, KG Amras
Sie führt von der Geyrstraße zur Amraser Straße und findet ihre Fortsetzung in der Kaufmannstraße.
Gerhart Hauptmann (1862–1946), Dramatiker des Naturalismus.
Gerhild-Diesner-Straße, KG Arzl
Gerhild Diesner (1915–1995), Künstlerin
Geyrstraße, KG Amras
Sie führt vom Langen Weg/Kranewitterstraße zur Luigenstraße und ist eine alte Straßenverbindung im ehemaligen Dorf Amras.
Hans Geyr (1894–1957), Gemeindevorsteher von Amras, nach der Eingemeindung Ratsherr und Gemeinderat von Amras.
Gilmstraße, KG Innsbruck (Innenstadt)
Die Gilmstraße im Zentrum verbindet die Erlerstraße mit der Wilhelm-Greil-Straße. Die Bezirkshauptmannschaft Innsbruck-Land hat hier ihren Sitz.
Hermann von Gilm zu Rosenegg (1812–1864), Tiroler Dichter, bekannt durch Natur- und Liebesgedichte.
Girglweg, KG Igls
Er führt von der Patscher Straße zur Eugenpromenade.
Benannt nach einem alten Flurnamen mit unbekannter Bedeutung.
Glasmalereistraße, KG Wilten
Diese kleine Straße liegt zwischen Maximilianstraße, gegenüber der Hauptpost und dem Landesgericht, und der Müllerstraße.
Hier wurden 1870 die Tiroler Glasmalerei und Mosaik Anstalt errichtet.
Glasweg, KG Vill
Er führt vom Handlhofweg zum Burgweg und leitet sich von einem alten Flurnamen ab.
Gletscherblick, KG Igls
Diese Straße liegt im Süden von Igls und zweigt von der Patscher Straße ab.
Der Name bezieht sich auf den Stubaier Gletscher, den man von hier sieht.
Goethestraße, KG Innsbruck (Saggen)
Sie führt von der Bienerstraße zur Schillerstraße.
Johann Wolfgang von Goethe (1749–1832), Dichter, Naturwissenschaftler und Kunsttheoretiker, wichtigster Vertreter der Weimarer Klassik. Er kam auf seiner Italienischen Reise auch nach Innsbruck und übernachtete am 8. September 1786 im Hotel Goldener Adler und vier Jahre später noch einmal in Begleitung von Erzherzogin Amalia von Sachsen-Weimar. Goethe schrieb über die Stadt: „Innsbruck liegt herrlich in einem breiten, reichen Tale zwischen hohen Felsen und Gebirgen.“
Grabenweg, KG Amras
Er führt von der Andechsstraße bis zum Archenweg am Innufer. Ursprünglich wohl nur ein Feldweg in den Amraser Feldern, führt er heute an mehreren Handelsbetrieben und dem Technologiezentrum vorbei.
Der Name bezieht sich auf einen alten Flurnamen, nach einem früheren Graben im Gelände.
Gramartstraße, KG Hötting (Hungerburg)
Sie führt als Fortsetzung der Dorfgasse nach Norden am Abhang der Nordkette, zum „Stadtwald“, und weiter nach Osten zur Hangsiedlung Hungerburg, wo sie in die Höhenstraße mündet.
Gramart ist ein alter Flurname, der zumindest bis in die Römerzeit zurückreicht. Er stammt von „grava morta“, was so viel wie Kiesfläche oder Geröllboden bedeutet.
Grasingerweg, KG Arzl
Er zweigt von der Rumer Straße über die östlichen Arzler Felder ab, bis zur Stadtgrenze von Innsbruck mit Rum.
Der Name bezeichnet einen alten Flurnamen.
Graßmayrstraße, KG Wilten
Sie ist Teil der B 174 und geht westlich in die Anton-Melzer-Straße, östlich in die Olympiastraße über.
Johann Georg Dominikus Grasmair (1691–1751), Tiroler Maler, schuf das Altarbild der Wiltener Basilika. Hier befindet sich auch die Glockengießerei Grassmayr.
Grätschenwinkelweg, KG Igls
Er zweigt von der Eichlerstraße ab.
Der Name bezieht sich auf einen alten Flurnamen unbekannter Bedeutung.
Grauer-Stein-Weg, KG Hötting (Hörtnaglsiedlung)
Er führt von der Karl-Innerebner-Straße den Hang entlang zum Speckweg.
Bezieht sich auf einen alten Flurnamen, nach einem erratischen Block (Findling). Der Stein wurde schon 1446 „Grawstein“ genannt.
Grenzstraße, KG Pradl, KG Amras
Sie führt von der Kranewittestraße zur Amraser Straße.
Der Name bezieht sich auf die ehemalige Gemeindegrenze zwischen Pradl und Amras (heute Grenze der Katastralgemeinden).
Griesauweg, KG Amras
Er führt vom Grabenweg zum Archenweg, im Gewerbegebiet Rossau.
Der alte Flurname leitet sich von „Gries“ als Bezeichnung für Geröll ab.
Grillhofweg, KG Vill
Der Weg führt vom Ortskern von Vill zum namensgebenden Volksbildungsheim Grillhof. Der Grillhof ist schon seit mindestens 1547 belegt. Der Name stammt vermutlich von den Grillen.
Grillparzerstraße, KG Innsbruck (Dreiheiligen)
Sie führt von der Jahnstraße zur Dreiheiligenstraße.
Franz Grillparzer (1791–1872), österreichischer Dichter.
Großer-Gott-Weg, KG Hötting
Er zweigt vom Speckweg ab.
Benannt ist er nach der dortigen Kapelle zum „Großen Gott“, die als Gebetsstätte der zum Tod Verurteilten auf ihrem Weg zum Galgenbichl (siehe Galgenbühelweg) diente. 1809 wurde die Kapelle zu Ehren der Höttinger Schützenkompanie errichtet und 1946 restauriert.
Gsetzbichlweg, KG Igls
Er zweigt am westlichen Ortsrand von Igls vom Prof.-Ficker-Weg ab.
Der Name bezieht sich auf einen alten Flurnamen, ursprünglich „Gsötzbiachl“.
Gsturnsteig, KG Igls
Dieser kurze Weg führt von der Patscher Straße zum Pertingerweg.
Bezieht sich auf einen alten Flurnamen unbekannter Bedeutung.
Gufeltalweg, KG Hötting (Hörtnaglsiedlung)
Er zweigt vom Allerheiligenhofweg nach Norden hin ab.
Bezieht sich auf einen alten Flurnamen. Eine „Gufel“ bezeichnet eine Höhle oder einen Felsüberhang und leitet sich vom romanischen „cubulu“ ab.
Gumppstraße, KG Pradl (Pradl, Reichenau)
Sie führt von der Amraser Straße zur Kreuzung Langer Weg/Radetzkystraße/Valiergasse. Ursprünglich war sie von der Egerdachstraße bis zur Andechsstraße unterbrochen und ohne Verbindung, es befanden sich in dem Gebiet Kleingärten und Gärtnereien. Vor wenigen Jahren wurden dort Sportplätze angelegt und die Straße mit einem Radweg und einer nichtöffentlichen Straße, nur für den öffentlichen Verkehr bestimmt, angelegt. Die Zugangsbeschränkung wurde als versenkbare, fernbediente Poller angelegt.
Gumpp war eine bedeutende Familie von Baumeister, Tischlern, Malern und Kupferstechern im 16.–18. Jahrhundert in Tirol und Bayern, darunter Georg Anton Gumpp (1682–1754), der Erbauer des Alten Landhauses in Innsbruck.
Gutenbergstraße, KG Innsbruck (Saggen)
Johannes Gutenberg (1400–1468), Erfinder des Buchdrucks.
Gutshofweg, KG Pradl (Reichenau)
Nach dem ehemaligen Gutshof Reichenau.

## H
Habichtstraße, KG Igls
Sie zweigt von der Igler Straße zur Habichtstraße ab.
Benannt nach dem Habicht, einem Berg in den Stubaier Alpen zwischen Stubaital und Gschnitztal (3280 m).
Hafelekar, KG Hötting (Hungerburg)
Das Hafelekar ist ein Berggipfel der Nordkette, nördlich von Innsbruck gelegen. 80 m unter dem Gipfel befindet sich die Bergstation der Nordkettenbahn.
Haller Straße, KG Mühlau, KG Arzl
Sie führt von der Mühlauer Brücke Richtung Osten als Teil der B 171. Zwischen Mühlauer Brücke und Grenobler Brücke führt sie am linken Innufer entlang. An der linken Straßenseite liegen hauptsächlich Industrie- und Gewerbebetriebe, an der rechten im Stadtteil Olympisches Dorf auch Wohngebiete. Von 1585 bis 1589 war sie als zweite Landstraße neben der alten Dörferstraße (siehe MARTHA-Dörfer) angelegt worden.
Benannt nach der Stadt Hall in Tirol, etwa 10 km östlich von Innsbruck.
Handlhofweg, KG Vill
Der Handlhofweg führt von der Viller Dorfstraße in Richtung Sillschlucht, unter der Brenner Autobahn durch. An der Autobahn befindet sich das kürzlich angelegte Fahrtechnikzentrum „Zenzenhof“ des ÖAMTC.
Benannt nach dem Handlhof, dem ältesten Erbhof in Vill.
Hans-Brenner-Platz, KG Innsbruck (Mariahilf-St. Nikolaus)
platzartige Erweiterung der Innstraße in St. Nikolaus
Hans Brenner (1938–1998), in Innsbruck geborener Schauspieler.
Hans-Flöckinger-Promenade, KG Hötting (Höttinger Au)
Dieser Promenadenweg führt entlang des linken Innufers im Westen der Stadt.
Hans Flöckinger (1898–1974), von 1946 bis 1959 Innsbrucker Vizebürgermeister und Ehrenringträger der Stadt.
Hans-Maier-Straße, KG Mühlau
Sie zweigt von der Haller Straße nördlich ab und führt durch ein Gewerbegebiet.
Hans Maier (1904–1971) war nach Hans Flöckinger von 1959 bis 1971 Vizebürgermeister der Stadt.
Hans-Sachs-Straße, KG Pradl
Sie führt von der Dürerstraße zur Kranewitter Straße und liegt in einem Wohngebiet.
Hans Sachs (1494–1576), Nürnberger Meistersinger und Dichter.
Hans-Untermüller-Straße, KG Hötting (Kranebitten)
Sie liegt im Wohngebiet Kranebitten und zweigt von der Klammstraße ab.
Hans Untermüller (1880–1981) war von 1923 bis 1934 Vizebürgermeister der Stadt.
Harterhofweg, KG Hötting (Hörtnaglsiedlung, Kranebitten)
Er zweigt von der Kranebitter Allee ab und führt im Norden am Waldrand vorbei an der Peerhofsiedlung und geht in den Allerheiligenhofweg über.
Benannt ist er nach dem 1367 urkundlich erwähnten Hof zwischen Kranebitten und Allerheiligen. Um 1402 wird er „das Gut zu Harde, gelegen zu Platten in dem Krembittach“ genannt. Der Name Harterhof („zu Hart“) kam erst im 19. Jahrhundert auf.
Haspingerstraße, KG Wilten
Sie führt von der Speckbacherstraße zur Peter-Mayr-Straße.
Pater Joachim Haspinger (1776–1858) war Kapuzinerpater und Landesverteidiger im Tiroler Freiheitskampf 1809.
Hauptfrachtenbahnhof, KG Innsbruck (Innenstadt), KG Pradl
Bezeichnet das Gelände des Hauptfrachtenbahnhofs, zwischen Hauptbahnhof (Personenbeförderung) und der Sill gelegen. Im Zuge der Stadtentwicklung soll ein Teil des Gebiets zu einem Wohngebiet werden.
Hauptplatz, KG Mühlau
Bezeichnet den Hauptplatz von Mühlau.
Haydnplatz, KG Innsbruck (Saggen)
Er liegt an der Erzherzog-Eugen-Straße.
Joseph Haydn (1732–1809), österr. Komponist.
Haymongasse, KG Wilten
Sie zweigt von der Pastorstraße ab und führt über die Konzertkurve (siehe Fritz-Konzert-Straße).
Benannt nach dem Riesen Haymon, dem Gründer von Stift Wilten der Sage nach.
Hechenbergweg, KG Hötting (Hörtnaglsiedlung)
Der Weg liegt in Sadrach und zweigt vom Hocheggweg ab.
Benannt nach dem Hechenberg (1912 m), einem Bergrücken nordwestlich von Innsbruck. Der Name ist von „hoch“ umgelautet.
Hegnerstraße, KG Pradl (Reichenau)
Sie führt von der Radetzkystraße zum Langen Weg. Hier, im Wohngebiet der Reichenau, befindet sich eine Hauptschule sowie mehrere Sportplätze. Eine Reitschule soll im Zuge der Stadtentwicklung nach Igls übersiedeln, um Platz für Wohnbauten zu schaffen.
Carl August Hegner (1880–1964), Schweizer Arzt, organisierte das schweizerische Hilfswerk für hungernde Völker, Ehrenbürger von Innsbruck.
Heiliggeiststraße, KG Wilten
Sie verläuft von der Leopoldstraße zur Sterzinger Straße. Derzeit wird hier ein Neubau eines Verwaltungsgebäudes (Landhaus II) errichtet.
Erinnert an das Heiliggeist-Feld in Wilten, im Besitz des alten Heiliggeist-Spitals. Das Spital war 1307 in der sog. Neustadt außerhalb der damaligen Stadtmauern errichtet worden.
Heiligwasserweg, KG Igls
Er zweigt von der Badhausstraße bei der Talstation der Patscherkofel-Bahn ab und führt zum Wallfahrtsort Heiligwasser. Die Kirche wurde 1665 geweiht.
Heiligwasserwiese, KG Igls
Bezeichnet ein Gebiet südöstlich von Igls, an der Stadtgrenze und nahe der Bob- und Rodelbahn.
Benannt nach der Heiligwasserkirche.
Heinrich-Süß-Weg, KG Hötting
Der Weg führt nahe dem Weiherburgsteg den Hang entlang zur Weiherburggasse, zum Schloss Weiherburg und zum Alpenzoo.
Kommerzialrat Dir. Heinrich Süß (1900–1974), Innsbrucker Vizebürgermeister 1950–1956, Ehrenringträger der Stadt.
Helblingstraße, KG Pradl
Sie zweigt vom Sillufer ab und führt als Paschbergweg weiter.
Helbling von Straßfried ist eines der ältesten Innsbrucker Adelsgeschlechter. 1312 wurde einem Chunrat Helbling, Richter zu Innsbruck, der Leihvertrag für die Burganlage „zu Strazfried“ bei Vill (siehe auch Burgweg) verlängert. Das Geschlecht starb im 15. Jahrhundert aus. Das Helblinghaus, 1560 urkundlich erstmals erwähnt, steht in der Altstadt. Um 1730 wurden Stuckaturen im Stil des Frührokkoko angebracht.
Helfentalweg, KG Arzl
Er ist die Verlängerung des Zimmeterwegs.
Der alte Flurname Name geht auf die erste Hälfte des 17. Jahrhunderts zurück, als in weiten Teilen Tirols das Fleckfieber wütete, das für die Pest gehalten wurde. Die Opfer wurden wegen der Seuchengefahr in der Talmulde außerhalb des Ortes bestattet. Zeugnis davon gibt heute die dortige Pestkapelle.
Helga-Krismer-Platz, KG Amras (Rossau)
Er liegt an der Eduard-Bodem-Gasse beim Technologiezentrum und wurde kürzlich benannt.
Helga Krismer (1940–1993) war Mitbegründerin und Pionierin des Technologie- und Wirtschaftsparkes Innsbruck.
Hermann-Gmeiner-Straße, KG Amras
Sie bildet ab dem Pfaffensteig die Fortsetzung der Geyrstraße Richtung Ampass und wurde kürzlich benannt.
Hermann Gmeiner (1919–1986), Gründer der SOS-Kinderdörfer. Hier befindet sich die Hermann-Gmeiner-Akademie.
Hermann-Buhl-Platz, KG Hötting (Hungerburg)
Der Platz vor der Hungerburg-Bergstation ist nach dem Bergsteiger Hermann Buhl (1924–1957) benannt.
Herrengasse, KG Innsbruck (Altstadt)
Sie verläuft von der Herzog-Otto-Straße zum Rennweg, am Rande der Altstadt.
Benannt nach dem Sitz der Ämter (der Landesherren) aus der Residenzzeit Erzherzog Ferdinand II. (heute Landesregierung).
Herzog-Friedrich-Straße, KG Innsbruck (Altstadt)
Diese Straße bildet die Hauptstraße der historischen Altstadt. Sie verläuft vom Marktgraben/Burggraben (das den ehemaligen Stadtgraben bildet) und der Maria-Theresien-Straße nach Norden, wo sie sich vor dem Goldenen Dachl platzartig erweitert. Hier wurden noch zur Zeit Kaiser Maximilian I. Schautourniere, Theaterspiele und Märkte abgehalten. Seit einigen Jahrzehnten wird in der Herzog-Friedrich-Straße der Innsbrucker Christkindlmarkt abgehalten.
Das Eckhaus Nr. 10 ist das Helblinghaus mit einer Fassade im Frührokkoko.
Hier zweigt die Straße nach Westen hin ab, zur Herzog-Otto-Straße. Die heutige Ottoburg war ein Wohnturm, den Kaiser Maximilian I. 1494/1495 errichten ließ und ist somit das älteste Haus dieser Straße.
Benannt nach Herzog Friedrich IV. „mit der leeren Tasche“ von Tirol (1382–1439).
Herzog-Otto-Straße, KG Innsbruck (Altstadt)
Sie verläuft von der Innbrücke am Innufer entlang der Altstadt und am Congress vorbei zum Rennweg.
Otto II., Herzog von Andechs-Meranien, bestätigte 1239 die Innsbruck von seinen Vorfahren verliehenen Stadtrechte.
Herzog-Siegmund-Ufer, KG Innsbruck (Innenstadt)
Verläuft von der Universitätsbrücke zur Innbrücke, am rechten Innufer entlang.
Benannt nach Erzherzog Siegmund „dem Münzreichen“ (1439–1496).
Hilberstraße, KG Igls
Die alte Dorfstraße führt von der Igler Straße zur Lanser Straße, im Ortszentrum von Igls an der Kirche St. Egidius vorbei.
Paul Hilber (1786–1857), Hauptmann der Igler Schützenkompanie im Tiroler Freiheitskampf 1809.
Hinterwaldnerstraße, KG Hötting
Sie führt von der Dorfgasse im dörflichen Kern von Hötting westwärts.
Hans Hinterwaldner (1862–1942), Bürgermeister der ehemals selbständigen Gemeinde Hötting.
Hirschberggasse, KG Pradl (Reichenau)
Sie zweigt von der Reichenauer Straße ab.
Gebhard von Hirschberg, fränkischer Graf, regierte Tirol von 1254 bis 1263.
Hocheggweg, KG Hötting (Hörtnaglsiedlung)
Der Weg in der Siedlung Sadrach zweigt von der Schneeburggasse ab.
Benannt nach „Hochegg“, einem alten Flurnamen unterhalb des Höttinger Hofwaldes, von der Straße aus nördlich gelegen.
Hofgasse, KG Innsbruck (Altstadt)
Sie führt vom Rennweg in die Altstadt zur Pfarrgasse, an der Hofburg vorbei.
Benannt nach der Hofburg.
Hofwaldweg, KG Hötting (Hörtnaglsiedlung)
Er führt von der Sadrachstraße zur Planötzenhofstraße.
Benannt nach dem Höttinger Anteil des Hofwaldes unterhalb des Stangensteiges.
Höhenstraße, KG Hötting (Hötting, Hungerburg), KG Mühlau (Hungerburg)
Die Straße führt von der Höttinger Gasse in mehreren Kehren auf die „Höhe“ der Hungerburg.
Hoher Weg, KG Hötting, KG Mühlau
Er führt von der Innstraße (beim Weiherburgsteg) zur Hallerstraße (bei der Mühlauer Brücke).
Der Hohe Weg ist die alte Landstraße, die aus dem steilen Nordufer des Inn herausgesprengt wurde. Benannt ist sie nach dem hohen Innufer.
Hohlweg, KG Wilten
Er führt am Westen des Bergisels entlang, vom Bergiselweg zur Brennerstraße (Sonnenburgerhof).
Der Name bezeichnet einen alten Hohlweg, der inzwischen asphaltiert wurde.
Holzgasse, KG Mühlau
Sie führt vom Hauptplatz in Mühlau Richtung Westen.
Bezeichnet einen alten Holzschleifweg, an dem Mitte des 18. Jahrhunderts die ersten Häuser gebaut wurden.
Holzhammerstraße, KG Wilten
Sie ist ein Teil des sog. „Südrings“, der B 174 (Innsbrucker Straße) und grenzt an die Freiburger Brücke sowie an die Egger-Lienz-Straße.
Josef Holzhammer (1850–1942) aus Absam war Innsbrucker Gemeinderat.
Hörmannstraße, KG Pradl
Sie führt von der Hunoldstraße zur Anton-Eder-Straße.
Emilia Angelika (1843–1921) und Ludwig von Hörmann (1837–1924) waren ein Tiroler Dichterehepaar. Emilia war mit ihrer romantischen und heimatnahen Lyrik die bedeutendere.
Hormayrstraße, KG Wilten
Sie führt von der Holzhammerstraße zur Schöpfstraße.
Josef Freiherr von Hormayr (1781–1848), Geschichtsschreiber aus Innsbruck, organisierte als Hochkommissär den Tiroler Aufstand 1809. 1828 stellte er sich in den Dienst von Bayern.
Hörtnaglstraße, KG Hötting (Hörtnaglsiedlung)
Sie zweigt von der Schneeburggasse ab.
Benannt nach dem Innsbrucker Kaufmann Hans Hörtnagl (1864–1944), Heimatforscher und Ehrenbürger von Innsbruck. Er überließ der Stadt das Grundstück der heutigen Hörtnaglsiedlung zum Bau von Wohnungen.
Höttinger Au, KG Hötting (Höttinger Au)
Sie ist Teil der B 171 (Tiroler Straße) und führt von der Mariahilfstraße bis zur Einmündung der Bachlechnerstraße, als Kranebitter Allee weiter. Der Höttinger Bach war die früheren Grenze der Gemeinden Innsbruck und Hötting (siehe Mariahilfstraße).
„Höttinger Au“ ist ein alter Flurname für das ehemalige Augebiet nahe dem Inn. Heute bezeichnet man damit auch eine Stadtteiluntergliederung von Hötting, zwischen Höttinger Au/Kranebitter Allee und dem Inn.
Höttinger Auffahrt, KG Hötting (Höttinger Au)
Sie ist die neue Auffahrt von der Höttinger Au nach Hötting. Die alte bildet die schmale Höttinger Gasse.
Höttinger Bild, KG Hötting
Das Höttinger Bild ist eine Wallfahrtskirche im Waldgebiet am Hang oberhalb von Hötting. 1705 wurde eine hölzerne Kapelle aufgestellt, der 1774 eine gemauerte folgen sollte. Sie ist nach einer alten Begebenheit zufolge ein Wallfahrtsziel der Studenten, die sich Hilfe für Prüfungserfolge erbeten.
Höttinger Gasse, KG Innsbruck, KG Hötting
Diese schmale Gasse bildet die älteste Verbindung von der Innenstadt von Innsbruck mit der ehemals selbständigen Gemeinde Hötting. Das Gebiet von Mariahilf und St. Nikolaus, links und rechts der Straße, wurde mit der Gründung Innsbrucks im Jahr 1180 von Hötting herausgenommen und Innsbruck zugeschlagen. Die Gasse führt zum Platz vor der neuen Höttinger Pfarrkirche und weiter über die Höhenstraße zur Hungerburg.
Höttinger Rain, KG Hötting (Hörtnaglsiedlung)
Diese Straße verbindet die Schneeburggasse mit dem Grauer-Stein-Weg.
Bezeichnet einen alten Flurnamen, einen Rain (siehe: Am Rain).
Huchenstraße, KG Hötting (Höttinger Au)
Sie führt parallel zum Fürstenweg.
Benannt nach dem Huchen, auch Donaulachs genannt. Der Name erinnert an den Fischteich, der unter Kaiser Maximilian I. in dieser Gegend angelegt wurde.
Hugo-Klein-Weg, KG Hötting (Hörtnaglsiedlung)
Er führt vom Mittenwaldweg den Hang hinauf Richtung Schneeburggasse.
Hugo Klein (1883–1970), Chronist und Heimatforscher, 1924 Mitbegründer der „Premrunde“, in der sich Innsbrucker Bürger regelmäßig zu Kulturgesprächen trafen.
Hugo-Wolf-Straße, KG Innsbruck (Saggen)
Die Straße liegt im Blocksaggen und zweigt von der Erzherzog-Eugen-Straße ab.
Hugo Wolf (1860–1903) war deutscher Tonsetzer und Chordichter.
Hungerburgweg, KG Hötting, KG Mühlau (Hungerburg)
Er führt nahe der Bergstation der Hungerburgbahn nach Mühlau durch ein Waldgebiet.
Benannt nach dem Stadtteil Hungerburg, oberhalb von Innsbruck.
Hunoldstraße, KG Pradl
Sie ist die Verlängerung des Sillufers und führt in die Amraser Straße.
Balthasar Hunold (1828–1884), Kustos des Innsbrucker Landesmuseums und Dichter.

Hutterweg, KG Hötting (Höttinger Au)
Er führt vom Fürstenweg zum Prandtauerufer.
Josef Huter (1777–1842), Zimmermann, Gemeindevorsteher von Hötting, Anführer der Höttinger Schützen im Jahr 1809 und Stadtbaumeister in Innsbruck.
siehe auch Josef-Franz-Huter-Straße
Hypo-Passage, KG Wilten
Fußgängerpassage zwischen der Neuhauserstraße und Tschamlerstraße.
Sie wurde kürzlich benannt nach der Zentrale der Tiroler Landeshypothekenbank mit einem Neubau.

## I
Igler Straße, KG Vill, KG Igls
Sie führt von der Resselstraße an der Abzweigung zur Aldranser Straße in die Stadtteile Vill und Igls.
Benannt nach dem 1942 eingemeindeten Stadtteil Igls.
Ilse-Brüll-Gasse, KG Wilten
Benannt nach einer Schülerin der Dr.-Fritz-Prior-Schule in Wilten, NS-Opfer.
In der Ulle, KG Igls
Diese Straße führt von der Bilgeristraße zur Lanser Straße.
Der alte Flurname bezeichnet ein Waldgebiet bei Igls, den „Ullwald“.
Ingenuin-Fischler-Straße, KG Hötting (Höttinger Au)
Sie führt vom Mitterweg zur Dr.-Stumpf-Straße.
Ingenuin Fischler (1850–1918) war Bürgermeister der ehemals selbständigen Gemeinde Hötting.
Ing.-Etzel-Straße, KG Innsbruck (Innenstadt, Saggen)
Sie verläuft von der Museumstraße entlang des Bahnviadukts der Unterinntalbahn (siehe Viaduktbögen) bis zum Innufer. An dieser Straße befindet sich u. a. das Innsbrucker Messegelände.
Karl von Etzel (1812–1865), Eisenbahningenieur, Erbauer der Brennerbahn.
Ing.-Sigl-Straße, KG Hötting (Höttinger Au)
Sie verläuft parallel zur Kranebitter Allee.
Ing. Gottfried Sigl (1912–1949), Innsbrucker Stadtrat.
Ing.-Thommen-Straße, KG Wilten
Sie führt vom Innrain zur Innerkoflerstraße.
Ing. Achilles Thommen (1832–1893), Schweizer Bauingenieur, 1857 am Bau der Franz-Joseph-Orientbahn (heutige Südbahn) beteiligt, 1861 Bauleiter beim Bau der Brennerbahn.
Innallee, KG Innsbruck (Mariahilf-St. Nikolaus)
Sie führt am linken Innufer entlang, parallel zur Innstraße, von der Innbrücke zum Innsteg. Sie wurde nach der Innregulierung angelegt.
Innerkoflerstraße, KG Wilten
Sie führt von der Kreuzung Egger-Lienz-Straße/Holzhammerstraße zum Christoph-Probst-Platz am Innrain, am Gelände des Tiroler Landeskrankenhauses vorbei.
Sepp (Josef) Innerkofler (1865–1915), Dolomiten-Bergführer und Standschützenoberjäger, fiel am Paternkofel in Südtirol.
Innrain, KG Innsbruck, KG Wilten
Er führt vom Marktgraben am Rand der Altstadt parallel zum Inn bis zur Völser Straße/Autobahnauffahrt Innsbruck-West. Im südlichen Teil unterquert sie die Mittenwaldbahn. Entlang der Straße befinden sich mehrere öffentliche Gebäude, wie die Landesfinanzdirektion, die Landespolizeidirektion, die Hauptverwaltung der Universität Innsbruck („Neue Universität“) und mehrere Institute. Der Innrain wurde um 1720 zuerst mit Beamtenwohnungen außerhalb der Stadt errichtet und mit einer kleinen Kapelle abgeschlossen, die durch die Johanneskirche ersetzt wurde. Die beiderseits der Längsachse dieser Kirche gepflanzten Baumalleen sind mit kleinen Veränderungen bis heute erhalten. Der Innrain ist somit ein Denkmal früher Stadtverschönerung. Die mittlerweile profanierte Ursulinenkirche und die Markthalle sorgten für städtisches Leben. 1996 wurde der Innrain verkehrsmäßig umgestaltet, u. a. mit einer zentralen Haltestelle für öffentlichen Nah- und Regionalverkehr, konnte aber weitgehend seinen barocken Charakter erhalten.
Nach einem alten Flurnamen für das einst abfallende Gelände am rechten Innufer von der Innbrücke flussaufwärts (siehe Rain).
Innstraße, KG Innsbruck (Mariahilf-St. Nikolaus)
Sie führt von der Innbrücke zum Weiherburgsteg am linken Innufer entlang, mit der Fortsetzung in der Mariahilfstraße im Westen und dem Hohen Weg im Osten. Hier befinden sich mit der markanten Häuserzeile am linken Innufer die ältesten erhaltenen Gebäude Innsbrucks. Die Straße war die alte Verbindung über den Brennerpass, die von der Weiherburggasse und der Sankt-Nikolaus-Gasse kommend, an der Marktsiedlung der Grafen von Andechs den Inn überquerte. Sie wurde in ihrer vollen Länge erst Ende des 15. Jahrhunderts aus dem steilen Nordufer des Inns herausgesprengt, um eine weniger beschwerliche Verbindung nach Mühlau und Arzl zu schaffen (siehe auch Hoher Weg). Bis zum Bau der Mühlauer Brücke war der Neue Weg, wie er damals genannt wurde, die einzige Verbindung aus dem Osten nach Innsbruck.
Benannt nach dem Fluss Inn.

## J
Jagdgasse, KG Hötting
Sie zweigt von der Höhenstraße ab.
Benannt nach dem ehemaligen Höttinger Jagdrevier.
Jahnstraße, KG Innsbruck (Dreiheiligen)
Sie führt von der Zeughausgasse zur Dreiheiligenstraße.
Friedrich Ludwig Jahn (1778–1852), „Turnvater“, Begründer des neuen Geräteturnens.
Johannesgasse, KG Arzl
Sie zweigt von der Rumer Straße Richtung Dorfzentrum von Arzl ab. Die Johannesgasse war der obere Teil der alten Straße durch Arzl.
Benannt nach Johannes dem Täufer, Johannes dem Evangelisten und Johannes von Nepomuk, den Kirchenpatronen der Arzler Kirche.
Johann-Rössler-Gasse, KG Innsbruck (Dreiheiligen)
Diese kurze Gasse führt von der Jahnstraße zur Kapuzinergasse und wurde vor kurzem benannt.
Kommerzialrat Direktor Johann Rössler (1857–1938), Gründer des ersten Vorläufers der jetzigen Hagebank.
Johann-Strauß-Straße, KG Pradl
Sie führt von der Kaufmannstraße zur Wiesengasse.
Johann Strauss (1825–1899), österreichischer Dirigent und Komponist, „Walzerkönig“.

Josef-Franz-Huter-Straße, KG Wilten (Mentlberg)
Sie zweigt von der Völser Straße ab.
Josef Franz Huter (1777–1842), Freiheitskämpfer aus einer bekannten Innsbrucker Baumeisterfamilie, ab 1819 Stadtbaumeister von Innsbruck.
siehe auch Hutterweg
Josef-Hirn-Straße, KG Innsbruck (Innenstadt)
Sie führt vom Innrain zum Herzog-Siegmund-Ufer.
Josef Hirn (1848–1917), Historiker und Professor an der Universität Innsbruck.
Josef-Kerschbaumer-Straße, KG Arzl (Olympisches Dorf)
Sie führt von der An-der-Lan-Straße zur Schützenstraße.
Josef Kerschbaumer (1913–1964), Südtirolaktivist für die Rechte der Südtiroler, starb am 7. Dezember 1964 im Gefängnis von Verona.
Josef-Mayr-Nusser-Weg, KG Amras (Rossau)
Diese Straße im Industriegebiet Rossau führt vom Griesauweg über den Grabenweg zur Kläranlage.
Josef Mayr-Nusser (1910–1945), Diözesanführer der Katholischen Jugend Südtirols, weigerte sich aus religiösen Gründen, den SS-Eid zu leisten und verstarb auf der Fahrt ins Konzentrationslager Dachau.
Josef-Pöll-Straße, KG Amras
Sie verläuft von der Grenzstraße zur Siegmairstraße.
Josef Pöll (1874–1940), Tiroler Heimatforscher und Leiter der Sängerschaft „Wolkensteiner“, Träger des Ehrenrings der Stadt Innsbruck.
Josef-Schraffl-Straße, KG Mühlau
Sie führt als Fortsetzung des Richardswegs nördlich vom Ortskern von Mühlau, nahe dem Waldrand. Die Straße bildete zusammen mit der Holzgasse, bis etwa 1780 die Grenze zum Eggenwald. Das Grünland zwischen der Siedlung am Waldrand und dem Ortskern von Mühlau blieb wegen Lawinengefahr bis zum 19. Jahrhundert unverbaut. Die Lawinengefahr wurde erst nach dem Bau des Lawinenschutzdamms 1973–1975 am Rosnerweg unterhalb der Arzler Alm gebannt.
Josef Schraffl (1855–1922), Landeshauptmann von Tirol. Er war der letzte noch vom Kaiser ernannte und bis zu seinem Tod der erste nach dem Zusammenbruch der Monarchie frei gewählte Landeshauptmann.
Josef-Stapf-Straße, KG Hötting (Lohbachsiedlung)
Sie verläuft von der Technikerstraße zur Karl-Innerebner-Straße.
Josef Stapf (1762–1809) aus Landeck, Professor der Mathematik an der Universität Innsbruck, 1800–1801 Rektor, technischer und forstwissenschaftlicher Schriftsteller.
Josef-Thoman-Straße, KG Pradl
Sie zweigt von der Olympiastraße ab und führt durch das Tivoli-Areal zum Sillufer. Sie wurde mit der Errichtung der dortigen Siedlung am 4. April 2008 benannt.
Josef Thoman (1923–2003), langjähriger Förderer des sozialen Wohnbaus in Tirol. Er war 1965–1979 Vorsitzender des Tiroler Wohnbauförderungsbeirats, Mitbegründer der gemeinnützigen Bauvereinigung Wohnungseigentum sowie später Geschäftsführer der Sozialbauvereinigung Neue Heimat Tirol. Er war auch maßgeblich für die Errichtung des Olympischen Dorfs verantwortlich. Er war außerdem 1957–1989 Abgeordneter des Tiroler Landtags und 1979–1989 Präsident desselben.
Josef-Wilberger-Straße, KG Arzl
Sie zweigt vom Schusterbergweg ab und führt parallel zur Haller Straße. Sie liegt im Industrie- und Gewerbegebiet Neu-Arzl.
Josef Wilberger (1903–1957), Innsbrucker Stadtrat, Landtagsvizepräsident, Präsident der Kammer für Arbeiter und Angestellte Tirol.

## K
Kaiser-Franz-Joseph-Straße, KG Innsbruck (Saggen)
Sie führt vom Claudiaplatz zur Erzherzog-Eugen-Straße.
Benannt nach Kaiser Franz Joseph I. (1830–1916) von Österreich.
Kaiserjägerstraße, KG Innsbruck (Innenstadt, Saggen)
Sie führt von der Universitätsstraße zum Rennweg, an der Sozial- und Wirtschaftswissenschaftlichen Fakultät der Universität Innsbruck und dem Hofgarten vorbei und durch den sogenannten Villensaggen.
Zur Erinnerung an die ruhmreichen Taten der Tiroler Kaiserjägerregimenter im Ersten Weltkrieg.
Kaiser-Josef-Straße, KG Innsbruck (Innenstadt)
Sie führt von der Anichstraße zur Maximilianstraße, am Gelände des Landeskrankenhauses vorbei.
Benannt nach Kaiser Josef II. (1741–1790).
Kaiserschützenplatz, KG Wilten
Der Platz liegt an der Leopoldstraße und wird auch „Wiltener Platzl“ genannt.
Benannt nach den drei berühmten Kaiserschützenregimentern.
Kajetan-Sweth-Straße, KG Arzl (Olympisches Dorf)
Sie zweigt von der An-der-Lan-Straße ab und führt zum Kugelfangweg, der Grenze mit der Gemeinde Rum.
Kajetan Sweth (1785–1864), Schreiber und Leidensgefährte Andreas Hofers.
Kalkofenweg, KG Arzl
Er zweigt von der Arzler Straße ab.
Benannt nach dem nach 1856 vom Baumeister Josef Mayr hier errichteten, ehemaligen Kalkofen.
Kandlerweg, KG Hötting, KG Mühlau (Hungerburg)
Er zweigt von der Höhenstraße ab.
Sebastian Kandler (1863–1928), Pionier des Innsbrucker Fremdenverkehrs, regte den Bau der ersten Hungerburgbahn an.
Kanonikus-Gamper-Gasse, KG Hötting (Höttinger Au)
Diese kleine Gasse verbindet die Reimmichlgasse mit der Amberggasse.
Michael Gamper (1885–1956), Chefredakteur der Tageszeitung „Dolomiten“ und Mitbegründer der Südtiroler Volkspartei.
Kapuzinergasse, KG Innsbruck (Innenstadt, Dreiheiligen, Saggen)
Sie verläuft von der Kaiserjägerstraße unter dem Bahnviadukt bis zur Bienerstraße.
Benannt nach dem hier ansässigen Kapuzinerkloster, das von Erzherzog Ferdinand II. 1593 gegründet wurde.
Karl-Innerebner-Straße, KG Hötting (Hörtnaglsiedlung)
Sie verläuft als Fortsetzung der Viktor-Franz-Hess-Straße den Hang entlang bis zum Knappenweg. Sie quert die Mittenwaldbahn.
Karl Innerebner (1870–1970) war Mitinhaber der seit 1917 bestehenden Baufirma Innerebner-Mayr, Baupionier in Tirol und maßgeblich am Bau der Mittenwaldbahn beteiligt. Ehrenbürger und Ehrenringträger der Stadt Innsbruck.
Karl-Kapferer-Straße, KG Innsbruck (Saggen)
Sie verläuft vom Rennweg zur Kaiserjägerstraße, am Hofgarten vorbei. Sie hieß bis 1918 Chotekallee, nach Graf Karl von Chotek, 1819–1825 Statthalter von Tirol.
Karl Kapferer (1853–1934), Stadtrat und Ehrenbürger der Stadt Innsbruck.
Karl-Rahner-Platz, KG Innsbruck (Innenstadt)
Er liegt an der Universitätsstraße, bei der Jesuitenkirche und der Theologischen Fakultät der Universität Innsbruck.
Karl Rahner SJ (1904–1984), aus Freiburg im Breisgau, Theologe und Philosoph, lehrte in Innsbruck und an deutschen Universitäten.
Karl-Schönherr-Straße, KG Innsbruck (Saggen)
Sie verläuft vom Rennweg zur Kaiserjägerstraße.
Karl Schönherr (1867–1943) aus Axams, Schriftsteller und Tiroler Bühnendichter.
Karmelitergasse, KG Wilten
Sie verläuft von der Mentlgasse zur Grassmayrstraße.
Benannt nach dem Kloster der Karmelitinnen, gegründet 1844. 2004 zog der Konvent nach Mühlau.
Karmelweg, KG Mühlau, KG Arzl
Nach dem dort befindlichen Karmeliterinnenkonvent St. Josef.
Kärntner Straße, KG Pradl (Pradl, Reichenau)
Sie verläuft von der Pradler Brücke am rechten Sillufer entlang.
Zur Erinnerung der Volksabstimmung im österreichischen Bundesland Kärnten am 10. Oktober 1920. Die zur Abstimmung stehenden Gebiete entschieden sich zum Verbleib bei Österreich.
Karwendelbögen, KG Wilten
Bezeichnet die Viaduktbögen der Karwendelbahn, auch Mittenwaldbahn genannt.
Karwendelstraße, KG Wilten
Die Straße bildet eine Abzweigung von der Egger-Lienz-Straße und führt an der Mittenwaldbahn vorbei.
Benannt nach dem Karwendelgebirge, zu dem auch die Nordkette nördlich vom Innsbrucker Talboden gehört.
Kaspar-Weyrer-Straße, KG Hötting
Sie führt von der Sternwartestraße zur Sonnenstraße. Die Straße liegt unmittelbar am Mariahilfer Friedhof.
Kaspar Weyrer (1802–1893) war Pfarrer in Mariahilf.
Katzenbründlweg, KG Hötting (Hungerburg)
Der Weg zweigt von der Gramartstraße ab und führt durch den sog. Stadtwald.
Benannt nach der nahe gelegenen Quelle Katzenbründl.
Kaufmannstraße, KG Pradl
Sie führt von der Resselstraße zur Amraser Straße.
Alfred Kaufmann (1878–1928), Innsbrucker Stadtrat und Kaufmann.
Kernstockstraße, KG Pradl
Diese kurze Straße verbindet die Bruder-Willram-Straße mit der Seebergasse.
Ottokar Kernstock (1848–1928), österreichischer Geistlicher und Dichter.
Kerschbuchhofweg, KG Hötting
Er führt vom Harterhofweg zur Klammstraße, an den nördlichen Hängen.
Benannt nach dem 1305 erstmals urkundlich erwähnten „Kerschbuchhof im Pannwald“, der anfänglich als Jagdschloss diente. Er diente auch zur Versorgung des Hofes in Innsbruck.
Kiebachgasse, KG Innsbruck (Altstadt)
Diese schmale Gasse in der Altstadt führt von der Herzog-Friedrich-Straße zur Schlossergasse. Hier hatte die bekannte Baumeisterfamilie Gumpp ihren Wohnsitz.
Joseph Kiebach (1829–1875), Schlossermeister, führte den ersten Blitzableiter in Innsbruck ein, vererbte sein Vermögen dem Armenfonds.
Kirchgasse, KG Mühlau
Sie führt vom Mühlauer Hauptplatz im Zentrum Richtung Norden, den Hang hinauf.
Benannt nach der Mühlauer Pfarrkirche, an der die Straße vorbeiführt.
Kirchmayrgasse, KG Amras
Sie zweigt im Dorfzentrum von Amras von der Luigenstraße ab.
Andrä Kirchmayr (1861–1925), Gutsbesitzer und ehemaliger Gemeindevorsteher von Amras, Ehrenbürger der Gemeinde Amras.
Kirchsteig, KG Amras
Dieser Weg führt von der Philippine-Welser-Straße zum Winkelfeldsteig.
Der alte Flurname bezieht sich auf die alte Amraser Dorfkirche.
Kirschentalgasse, KG Innsbruck, KG Hötting
Diese Gasse (im oberen Teil mit großer Steigung) verbindet die Schneeburggasse mit der Mariahilfstraße.
Nach einem alten Flurnamen aus dem 15. Jahrhundert.
Klammstraße, KG Hötting
Sie führt von der Kranebitter Allee nach Norden, durch den Stadtteil Kranebitten.
Benannt nach der Kranebitter Klamm.
Klappholzstraße, KG Pradl (Reichenau)
Sie führt von der Egerdachstraße zur Andechsstraße.
Max Klappholz (1884–1950), Stadtrat in Innsbruck, Direktor der Tiroler Gebietskrankenkasse, Ehrenringträger der Stadt Innsbruck.
Klara-Pölt-Weg, KG Innsbruck (Innenstadt)
Er führt von der Sillgasse zur Ing.-Etzel-Straße. Der Wegverlauf entspricht teilweise dem des alten Sillkanals, der 1945 aufgelassen wurde.
Klara Pölt-Nordheim (1862–1926), Dichterin aus Südtirol.
Klausener Straße, KG Hötting
Diese kurze Straße verbindet die Schneeburggasse mit der Sternwartestraße.
Benannt nach der Stadt Klausen in Südtirol.
Klein-Christen, KG Hötting (Hungerburg)
Bezeichnet das Gebiet um die Möslalm im Karwendelgebiet, nördlich der Nordkette.
Klosterangerstraße, KG Wilten (Mentlberg)
Sie zweigt von der Völser Straße ab und führt südlich an der Bahnstrecke der Arlbergbahn vorbei.
Nach einem alten Flurnamen, der einen ehemaligen Anger des Klosters Wilten bezeichnet.
Klostergasse, KG Wilten
Sie zweigt von der Brennerstraße ab und führt am Stift Wilten vorbei.
Benannt nach dem im 9. Jahrhundert gegründeten Kloster, das 1138 den Prämonstratenser-Chorherren übergeben wurde.
Knappenweg, KG Hötting (Hörtnaglsiedlung)
Er zweigt von der Schneeburggasse nach Süden ab.
Erinnert an den einstigen Bergbau in Hötting.
Knollerstraße, KG Pradl
Sie führt von der Hörmannstraße zur Anzengruberstraße.
Martin Knoller (1725–1804), Tiroler Maler, Schüler Paul Trogers.
Kochstraße, KG Innsbruck (Saggen)
Führt von der Kaiserjägerstraße zur Falkstraße.
Joseph Anton Koch (1768–1839), Tiroler Landschaftsmaler.
Koflerstraße, KG Pradl
Sie führt von der Gumppstraße zur Kranewitter Straße.
Anton Kofler (1855–1943) war ein Pionier des Innsbrucker Fremdenverkehrs und Ehrenbürger der Stadt Innsbruck.
Kohlstattgasse, KG Innsbruck (Dreiheiligen)
Nach der „Kohlstatt“, dem Gebiet der Kohlenbrenner.
Kohlweg, KG Hötting
Alois Kohl, 1923–1931 Gemeindevorsteher-Stellvertreter, 1931–1934 Gemeindevorsteher von Hötting.
Kolbgasse, KG Hötting (Höttinger Au)
Franz Kolb (1886–1959), Tiroler Theologe und Politiker
Köldererstraße, KG Pradl
Jörg Kölderer (um 1465/70–1540), Hofmaler und Hofbaumeister Kaiser Maximilians I.
König-Laurin-Straße, KG Innsbruck (Dreiheiligen)
König Laurin war der sagenhafte Zwergenkönig des Rosengartens.
Körnerstraße, KG Pradl
Theodor Körner (1791–1813), deutscher Dichter, Unterstützer des Freiheitskampfes gegen Napoleon.
Kranebitter Allee, KG Hötting
Die Hauptstraße durch die Höttinger Au nach Kranebitten wurde ab 1595 unter Erzherzog Ferdinand II. als Ersatz für die „Alte Landstraße“ entlang der heutigen Schneeburggasse angelegt. Die ersten Pappeln wurden zwischen 1806 und 1814 gepflanzt.
Kranebitterbodenweg, KG Hötting
Alter Flurname.
Kranewitterstraße, KG Pradl
Franz Kranewitter (1860–1938), Schriftsteller
Kravoglstraße, KG Pradl (Pradl, Reichenau)
Sie führt von der Reichenauerstraße zur Klappholzstraße.
Benannt nach dem Südtiroler Johann Kravogl (1823–1889), dem Erfinder des Elektromotors.
Kreuzbründlweg, KG Hötting (Hungerburg)
Er führt vom Taubentalweg zum Maria-im-Walde-Weg, im Waldgebiet oberhalb der Hungerburg.
Benannt nach dem Kreuzbründl.
Kreuzgasse, KG Arzl
Sie zweigt von der Arzler Straße Richtung Süden ab und mündet in die Hans-Maier-Straße.
Benannt nach einem alten Flurnamen.
Krippengasse, KG Arzl
Sie zweigt von der Arzler Straße Richtung Norden ab und mündet in die Schobergasse.
Arzl gehört neben Absam, Thaur, Rum und Zirl zu den bekanntesten Krippendörfern Tirols.
Kugelfangweg, KG Arzl (Olympisches Dorf, Neu-Arzl)
Er führt von der Pontlatzer Straße Richtung Süden zur New-Orleans-Brücke. Der Kugelfangweg bildet die Gemeindegrenze zwischen Innsbruck und Rum. Die östlichen Hausnummern sind bereits der Gemeinde Rum zugeteilt.
Benannt nach dem ehemaligen Kugelfang beim Landeshauptschießstand, 1961 wegen der Bauten des Olympischen Dorfs abgetragen. Der neue Schießstand befindet sich in Arzl.
Kurweg, KG Igls
Benannt nach dem Kurhaus Igls.

## L
Lahntalweg, KG Hötting (Hörtnaglsiedlung)
Er führt von der Karl-Innerebner-Straße zum Galgenbühelweg und weiter zum Allerheiligenweg (dort keine Hausnummern).
Nach einer alten Flurbezeichnung. Lahn steht für das alte „lane“ und bedeutet Lawine.
Landseestraße, KG Pradl
Sie führt von der Kranebitterstraße zur Gumppstraße.
Karl Landsee (1847–1924) war Hotelbesitzer, Förderer des Fremdenverkehrs und Ehrenbürger von Innsbruck.
Langer Weg, KG Pradl (Reichenau), KG Amras
Er führt von der Egerdachstraße über die Andechsstraße bis zur Reichenauer Straße/Roßaugasse.
Nach einem alten Flurnamen. Der Lange Weg ist heute eine gut ausgebaute Durchzugsstraße.
Langkofelstraße, KG Arzl (Neu-Arzl)
Sie führt von der Schützenstraße zur Pontlatzer Straße.
Der Langkofel ist ein 3178 m hoher Berg in den Dolomiten, südlich des Grödner Tals.
Langstraße, KG Pradl
Sie führt von der Amthorstraße zur Kranebitterstraße.
Leonhard Lang (1843–1928) war Kaufmann und Ehrenbürger der Stadt Innsbruck. Er schenkte der Stadt das Gebäude in der Maria-Theresien-Straße, das heute als Neues Rathaus dient.
Lanser Straße, KG Igls
Sie führt von der Hilberstraße in die Nachbargemeinde Lans.
Layrstraße, KG Hötting (Höttinger Au)
Sie führt von der Höttinger Au zum Fürstenweg.
Franz Layr (1812–1875) war ein aus Hötting stammender Maler und Kupferstecher.
Lehmweg, KG Arzl
Er führt von der Rumer Straße Richtung Norden.
Benannt nach einem alten Flurnamen.
Leipziger Platz, KG Pradl
Von hier führen Amraserstraße, Hunoldstraße und Defreggerstraße weg.
Benannt in Erinnerung an die Völkerschlacht bei Leipzig 1813.
Leonhardweg, KG Hötting (Hörtnaglsiedlung)
Er führt von der Schneeburggasse zum Hugo-Klein-Weg.
Benannt nach der Kapelle „St.-Leonhards-Stock“ an der äußeren Schneeburggasse.
Leopold-Knebelsberger-Weg, KG Hötting (Kranebitten)
Er verläuft als Fortsetzung des Kranebitterbodenwegs parallel zur Klammstraße.
Leopold Knebelsberger (1814–1869) war Komponist des Andreas-Hofer-Lieds („Zu Mantua in Banden“), das seit 1948 die Tiroler Landeshymne ist.
Leopold-Wedl-Weg, KG Amras
Er zweigt vom Bleichenweg ab und befindet sich in der Industrie- und Handelszone Amras.
Benannt nach Leopold Wedl (1878–1943), dem Gründer des Handelshauses Wedl, das hier eine Niederlassung hat.
Leopoldstraße, KG Wilten
Sie führt von der Maximilianstraße/Salurner Straße (Triumphpforte) Richtung Süden durch den Stadtteil Wilten bis zur Brennerstraße.
Kaiser Leopold II. (1747–1792), Regent von 1790 bis 1792.
Liebeneggstraße, KG Wilten
Sie führt von der Leopoldstraße zur Karmelitergasse.
Benannt nach dem alten Ansitz Liebenegg-Pini.
Liebenerweg, KG Hötting (Hörtnaglsiedlung)
Leonhard Liebener (1800–1869), Erbauer der Stephansbrücke an der Brennerstraße, Geologe und Mineraloge, 1848 bis 1869 Landesbaudirektor von Tirol und Vorarlberg.
Lieberstraße, KG Wilten
Sie führt von der Maximilianstraße zur Müllerstraße.
August Lieber (1847–1918) war Arzt und Dichter.
Lilly-von-Sauter-Weg, KG Vill
Er zweigt von der Igler Straße ab.
Lilly von Sauter (1913–1972) war Schriftstellerin und Kustodia von Schloss Ambras.
Lindenbühelweg, KG Hötting (Hörtnaglsiedlung)
Er zweigt von der Schneeburggasse nach Süden ab und mündet in den Grauen Steinweg.
Benannt nach einem alten Flurnamen.
Lindenhof, KG Pradl
Diese Straße zweigt von der Amthorstraße ab und führt in einen Hof.
Benannt nach einer Baumgruppe (Linden) im Hof.
Lindenstraße, KG Pradl
Sie führt von der Gumppstraße zur Kranebitterstraße/Amraser Straße.
Nach dem Baum Linde.
Löfflerweg, KG Hötting
Er zweigt von der Riedgasse ab und bildet einen Ring mit einer Abzweigung.
Löffler war eine Gießerfamilie des 15. Jahrhunderts in Hötting und Büchsenhausen, 1489 geadelt.
Lohbachufer, KG Hötting (Lohbachsiedlung)
Diese Straße zweigt von der Kranebitter Allee ab, führt zum Teil entlang des Lohbachs bis zur Josef-Stapf-Straße.
Benannt nach dem Lohbach, der als Gießenbach unterirdisch weiterfließt und in den Inn mündet.
Lohbachweg A bis Lohbachweg G, KG Hötting (Lohbachsiedlung)
Diese von A bis G bezeichneten Wege liegen in einem Viertel, das durch Josef-Stapf-Straße, Technikerstraße, Lohbachufer und Kranebitter Allee begrenzt ist.
Benannt nach dem Lohbach (siehe Lohbachufer). Die Lohbachsiedlung wurde in den 1930er Jahren errichtet.
Lönsstraße, KG Amras
Sie führt von der Grenzstraße zur Geyrstraße.
Hermann Löns (1866–1914) war ein deutscher Natur- und Heimatdichter.
Lois-Welzenbacher-Platz, KG Wilten
Der Platz im Innenhof zwischen Südbahnstraße und Adamgasse – ehemaliges Adambräu, keine Hausnummern
Lois Welzenbacher (1889–1955) war Architekt und Professor an der Akademie der bildenden Künste in Wien, er schuf die Funktionsbauten an der Adambräu-Anlage (heute Sitz des Architekturforum Tirol).
Luigenstraße, KG Amras
Sie führt von der Geyrstraße Richtung Ampass, wo sie ab dem Pfaffensteig als Hermann-Gmeiner-Straße bezeichnet ist.
Nach einer alten Flurbezeichnung (Luigen bezeichnet das angrenzende Waldgebiet).
Luis-Zuegg-Straße, KG Hötting (Lohbachsiedlung)
Sie führt von der Viktor-Franz-Hess-Straße zur Josef-Stapf-Straße.
Luis Zuegg (1876–1955) war ein Wegbereiter des modernen Seilbahnbaus (System Bleichert-Zuegg).
Lutterottistraße, KG Pradl
Sie führt von der Mitterhoferstraße zur Kravoglstraße.
Karl von Lutterotti (1793–1872) war ein Tiroler Dialektdichter.
Lützowstraße, KG Pradl
Sie führt von der Kärntner Straße zur Pembaurstraße.
Adolf Freiherr von Lützow (1782–1834) war Führer eines Freikorps, dem auch eine Tiroler Standschützenabteilung angehörte.

## M
Maderspergerstraße, KG Pradl
Sie führt von der Reichenauer Straße zur Lutterottistraße.
Josef Madersperger (1768–1850) war Kufsteiner Schneidermeister und Erfinder der Nähmaschine.
Magtstraße, KG Innsbruck (Mariahilf-St. Nikolaus)
Sie führt von der Blücherstraße zur Innstraße.
Leonhard Magt (gest. 1532) modellierte die Formen einiger Statuen des Grabmales Kaiser Maximilians in der Innsbrucker Hofkirche.
Mandelsbergerstraße, KG Wilten
Sie führt vom Innrain zur Egger-Lienz-Straße.
Benannt nach dem Geschlecht der Mantel- oder Mentelberger.
Maria-Ducia-Gasse, KG Wilten
Maria Ducia war Mitbegründerin der Frauenbewegung in Tirol und Abgeordnete zum Tiroler Landtag 1919–1934
Mariahilfpark, KG Innsbruck, KG Hötting (Höttinger Au)
Bezeichnet eine Wohnsiedlung mehrgeschoßiger Bauten in 5 Einheiten, zwischen Höttinger Au und Inn gelegen.
Benannt nach dem Stadtteil Mariahilf um die Mariahilf-Kirche.
Mariahilfstraße, KG Innsbruck (Mariahilf-St. Nikolaus)
Sie führt von der Innbrücke zur Höttinger Au.
Benannt nach dem Stadtteil Mariahilf um die Mariahilf-Kirche.
Maria-im-Walde-Weg, KG Hötting (Hungerburg)
Er verläuft vom Kreuzbründlweg zum Katzenbründlweg im Waldgebiet oberhalb der Siedlung Hungerburg.
Benannt nach einer alten Fichte mit Marienbild, genannt „Maria im Walde“.
Maria-Theresien-Straße, KG Innsbruck (Innenstadt)
Sie führt vom Burggraben/Marktgraben am Rand der Altstadt zur Triumphpforte an der Grenze zur KG Wilten. In dieser Straße befindet sich das Rathaus von Innsbruck.
Maria Theresia (1717–1780) war die Gattin des Kaisers Franz I. von Lothringen und Regentin der habsburgischen Länder.
Marktgraben, KG Innsbruck (Innenstadt)
Er führt vom Innrain zur Maria-Theresien-Straße/Burggraben.
Benannt nach dem ehemaligen Stadtgraben in der Nähe des Marktes. Er führt zum Marktplatz am Innrain.
Marktplatz, KG Innsbruck (Innenstadt)
Bezeichnung für den Platz vor der Markthalle, am Innrain.
Martin-Luther-Platz, KG Innsbruck (Saggen)
Martin Luther (1483–1546) war Reformator und Begründer der evangelischen Kirche.
Marzeneggweg, KG Hötting
Er zweigt von der Klammstraße ab und liegt im Stadtteil Kranebitten.
Benannt nach einem alten Flurnamen.
Matthias-Schmid-Straße, KG Innsbruck (Saggen)
Sie führt von der Erzherzog-Eugen-Straße der Sill entlang. Im unteren Teil der Straße befinden sich Gewerbebetriebe und öffentliche Einrichtungen (Gaswerk).
Matthias Schmid (1835–1923) war ein Tiroler Maler.
Maximilianstraße, KG Innsbruck (Innenstadt), KG Wilten
Sie führt von der Kreuzung Maria-Theresien-Straße/Salurner Straße/Leopoldstraße (bei der Triumphpforte) zur Innerkoflerstraße und bildet die Grenze zwischen den Katastralgemeinden Innere Stadt und Wilten. In der Maximilianstraße liegt das ehemalige Hauptpostamt.
Kaiser Maximilian I. (1459–1519) war Landesfürst von Tirol.
Meinhardstraße, KG Innsbruck (Innenstadt)
Sie führt von der Museumstraße zur Brixner Straße.
Meinhard II. (1237–1295) war Tiroler Landesfürst, ließ nach einem großen Stadtbrand den Sillkanal erbauen.
Mentlbergstraße, KG Wilten (Mentlberg)
Sie führt von der Mentlbergsiedlung zum Schloss Mentlberg, das im Stil des Historismus einem Loire-Schloss nachempfunden wurde.
Mentlgasse, KG Wilten
Sie zweigt von der Leopoldstraße ab, dort wo sie sich platzartig verbreitert, und führt zur Südbahnstraße.
Benannt nach der ehemaligen Mentlhube, früher Klementhube.
Meraner Straße, KG Innsbruck (Innenstadt)
Sie führt von der Maria-Theresien-Straße zum Bozner Platz.
Nach der Stadt Meran in Südtirol. In der Innenstadt sind mehrere Straßen und Plätze nach Südtiroler Städten benannt.
Michael-Gaismair-Straße, KG Wilten
Sie führt von der Templstraße zur Adamgasse.
Michael Gaismair war Tiroler Bauernführer.
Mittenwaldweg, KG Hötting (Hörtnaglsiedlung)
Er führt von der Karl-Innerebner-Straße weg.
Benannt nach der Mittenwaldbahn (auch Karwendelbahn genannt), die Innsbruck mit Mittenwald, Garmisch-Partenkirchen und München verbindet. Der Weg verläuft parallel in einigem Abstand zur Bahnstrecke.
Mittererstraße, KG Pradl
Diese relativ kurze Straße führt von der Koflerstraße zur Landseestraße.
Franz Xaver Mitterer (1824–1889) gilt als Apostel des Deutschen Schulvereins.
Mitterhoferstraße, KG Pradl
Sie führt von der Reichenauer Straße zur Egerdachstraße.
Peter Mitterhofer (1822–1893) gilt als Erfinder der Schreibmaschine.
Mitterweg, KG Hötting (Höttinger Au)
Er führt von der Freiburger Brücke zum Steinbockweg.
Benannt nach der Lage zwischen dem Fürstenweg und der Dr.-Stumpf-Straße.
Der Tiroler Schriftsteller Helmuth Schönauer verwendet den Mitterweg als Schauplatz für seine skurrilen Geschichten, in denen die so genannte Heimat als Pflaster für verworrene Auftritte kaputter Figuren dient. Die Geschichten beginnen und enden mit dem Standardsatz: „Der Mitterweg ist ausweglos!“
Moltkestraße, KG Pradl
Diese verhältnismäßig kurze Straße zweigt von der Lützowstraße ab und liegt im „Pradler Saggen“.
Helmuth Graf von Moltke (1800–1891) war preußischer Generalfeldmarschall.
Monte-Piano-Straße, KG Arzl
Sie zweigt von einer Nebenfahrbahn der Haller Straße ab und führt zur Schützenstraße. Sie liegt im Stadtteil Neu-Arzl.
Monte Piano ist ein Berg in Italien der Kämpfe der Kaiserschützen im Jahr 1915.
Montessoristraße, KG Pradl
Maria Montessori (1870–1952) war eine italienische Ärztin und Begründerin der Kindergartenpädagogik.
Mosengasse, KG Amras
Sie führt von der Vintlergasse zur Gerhart-Hauptmann-Straße.
Julius Mosen (1803–1867) dichtete 1832 das Andreas-Hofer-Lied („Zu Mantua in Banden“), das zur Tiroler Landeshymne wurde.
Moserfeldweg, KG Arzl
Er zweigt von der Dörrstraße ab und liegt an der Unterinntalbahn.
Benannt nach einem alten Flurnamen.
Mößlgasse, KG Amras
Sie zweigt von der Lönsstraße ab, um in einem Bogen wieder in dieselbe einzumünden.
Johann Mößl (1842–1920) war ein Theater- und Kirchenchorsänger.
Mozartstraße, KG Innsbruck (Saggen)
Sie führt von der Schillerstraße zur Erzherzog-Eugen-Straße und liegt im sog. Blocksaggen, einer gründerzeitlichen Blockbebauung.
Wolfgang Amadeus Mozart (1756–1791) war ein Komponist.
Mühlenweg, KG Mühlau
Er zweigt von der Arzler Straße ab.
Der Wegverlauf ist ein Teil der 1,12 km langen Strecke der ehemaligen privaten Schmalspurbahn mit einer Spurweite von 760 mm von der alten Rauchmühle zur Umladestelle an der Bahnstrecke Kufstein–Innsbruck. Sie war die erste elektrische Bahn in Tirol. Mit der Verlegung der Rauchmühle mit direktem Staatsbahnanschluss war diese Schmalspurbahn nutzlos geworden.
Müllerstraße, KG Wilten
Sie führt von der Leopoldstraße nach Westen zum Gelände der Tiroler Krankenanstalten/Universitätskliniken.
Benannt nach dem Tischlermeister namens Müller, dem ersten Hausbesitzer in dieser Straße, der einen Teil seines Grundes 1868 hergegeben hat.
Museumstraße, KG Innsbruck (Innenstadt, Dreiheiligen)
Sie führt vom Burggraben bis zur Weinhartstraße/Amraser Straße nach dem Bahnviadukt.
Benannt nach dem Tiroler Landesmuseum Ferdinandeum, erbaut 1838 bis 1842. In der Museumstraße liegt auch das Bezirksgericht Innsbruck.

## N
Nageletal, KG Hötting
Dieser steile Weg zweigt von der Höhenstraße ab.
Benannt nach einer alten Flurbezeichnung. Nagele bedeutet Spannagel, was auf einen hier ansässig gewesenen bäuerlichen Schmied hinweist.
Nagillergasse, KG Hötting (Höttinger Au)
Sie zweigt zu beiden Seiten von der Ingenuin-Fischler-Straße ab.
Matthäus Nagiller (1815–1874) war Komponist und Musikdirektor von Innsbruck.
Natterer-See-Weg, KG Wilten (Mentlberg)
Er zweigt von der Mentlbergstraße ab und führt hauptsächlich am Waldrand entlang.
Benannt nach dem Natterer See, einem moorhaltigen See in der Nachbargemeinde Natters gelegen.
Negrellistraße, KG Hötting (Lohbachsiedlung)
Sie führt von der Technikerstraße zur Luis-Zuegg-Straße.
Alois Negrelli (1799–1858) war Erbauer zahlreicher Straßen, Brücken und Bahnen.
Neuhauserstraße, KG Wilten
Sie führt von der Franz-Fischer-Straße zur Anton-Melzer-Straße („Südring“).
August Neuhauser (1834–1899) war Ehrenbürger der ehemals selbständigen Gemeinde Wilten.
Neurauthgasse, KG Wilten
Sie führt von der Leopoldstraße zur Graßmayrstraße.
Neurauth bezeichnet eine Aurodung auf dem Gelände des heutigen Hauptbahnhofs zwischen Sill und Sillkanal.
Nikodemweg, KG Arzl
Er zweigt von der Arzler Straße ab und führt Richtung Süden den Hang hinab.
Artur Nikodem (1870–1940) war ein bedeutender Tiroler Kunstmaler.
Nocksteig, KG Hötting (Hörtnaglsiedlung)
Benannt nach einer alten Flurbezeichnung.
Noldinstraße, KG Wilten
Sie führt von der Holzhammerstraße zur Mandelsbergerstraße.
Josef Noldin (1888–1929) war Südtiroler Rechtsanwalt und Vorkämpfer für das „Deutschtum“ in Südtirol. Er starb an den Folgen seiner Verbannung auf die Insel Lipari.
Nordkettenstraße, KG Amras
Sie führt von der Kranewitterstraße zur Josef-Pöll-Straße.
Benannt nach der Nordkette, einem Gebirgskamm des Karwendelgebirges im Norden von Innsbruck.
Notburga-Klammer-Gasse, KG Wilten
Abgeordnete zum Tiroler Landtag 1919–1921

## O
Oberkoflerweg, KG Mühlau
Er führt von der Anton-Rauch-Straße zum Thomas-Riss-Weg.
Joseph Georg Oberkofler (1889–1962) war ein Tiroler Dichter und Träger des Ehrenrings der Stadt Innsbruck.
Oberntalweg, KG Vill
Er zweigt vom Handlhofweg ab.
Benannt nach einer alten Flurbezeichnung.
Obexerstraße, KG Igls
Er zweigt von der Eichlerstraße ab und führt in einem Teilstück parallel zur Lanser Straße und der Innsbrucker Mittelgebirgsbahn.
Michael Obexer (1826–1884) war Besitzer des Hotels „Igler Hof“ und Gründer des Kurortes Igls.
Oerleyweg, KG Wilten
Dieser kurze Weg zweigt von der Fritz-Konzert-Straße ab.
Leopold Oerley (1878–1936) war ein bedeutender österreichischer Eisenbahn- und Straßenerbauer.
Olympiastraße, KG Pradl
Sie führt von der Olympiabrücke ostwärts, bildet einen Teil des sog. Südrings, um bei der Burgenlandstraße Richtung Süden abzubiegen. Hier befindet sich das Eisstadion und das Landessportheim Tirol.
Zur Erinnerung an die Olympischen Winterspiele 1964, die in Innsbruck stattfanden und anlässlich derer das Eisstadion erbaut wurde. Für 1976 bekam Innsbruck neuerlich den Zuschlag.
Oppolzerstraße, KG Hötting
Sie führt von der Sonnenstraße zur Botanikerstraße und liegt an einer Hangneigung.
Egon von Oppolzer (1869–1907) war Begründer der Innsbrucker Sternwarte.
Oswald-Redlich-Straße, KG Pradl
Sie führt von der Prinz-Eugen-Straße zur Fennerstraße und liegt im Gebiet des sog. Pradler Saggen.
Oswald Redlich (1858–1944) war Tiroler Historiker.
Otto-Gamper-Weg, KG Mühlau
Otto Gamper (1893–1967) war von 1956 bis 1959 Vizebürgermeister von Innsbruck.
Otto-Hittmair-Platz, KG Hötting (Hötting-West)
Platz auf dem Campus der technischen Fakultäten der Universität Innsbruck
Otto Hittmair (1924–2003), theoretischer Physiker
Otto-Winter-Straße, KG Mühlau
Sie zweigt von der Haller Straße ab.
Otto Winter (1901–1973) war Stadtrat, Kammeramtsdirektor und Ehrenringträger der Stadt Innsbruck.

## P
Pacherstraße, KG Pradl
Sie führt von der Amraser Straße bis zur Resselstraße.
Michael Pacher (1430–1498) war ein Tiroler Maler und Bildhauer der Spätgotik.
Panzing, KG Pradl
Diese Straße führt in einen Hof, der an der Langstraße liegt.
Benannt nach einem alten Flurnamen.
Paschbergweg, KG Pradl, KG Amras
Er führt von der Helblingstraße zur Amraser Straße/Tummelplatzweg, am Hangfuß entlang.
Benannt nach dem Paschberg, einem Mittelgebirgsrand im Süden der Stadt, der von der Innsbrucker Mittelgebirgsbahn (Igler) durchfahren wird.
Pastorstraße, KG Wilten
Sie führt von der Klostergasse zur Duilestraße. Hier befindet sich u. a. die Zentrale und die Wagenhalle der Innsbrucker Verkehrsbetriebe.
Ludwig Pastor, Freiherr von Campersfelden (1854–1928) war Geschichtsschreiber der Päpste.
Pasubiostraße, KG Arzl
Diese Straße im Stadtteil Neu-Arzl zweigt von der Bettelwurfstraße ab.
Benannt nach dem Berg Pasubio (2236 m), der Schauplatz von Kämpfen im Jahr 1916 war.
Pater-Reinisch-Weg, KG Wilten
Er zweigt von der Pastorstraße ab und führt am alten Stubaitalbahnhof vorbei, der jetzt von den Tiroler Museumsbahnen genutzt wird.
Pater Franz Reinisch (1903–1942) war Mitglied des Pallottinerordens, verweigerte aus Gewissensgründen den Wehrdienst und wurde 1942 hingerichtet.
Patscher Straße, KG Igls
Sie führt als Fortsetzung der Igler Straße in die Nachbargemeinde Patsch.
Paul-Hofhaimer-Gasse, KG Innsbruck (Innenstadt)
Sie zweigt von der Museumstraße ab und führt in einen Innenhof. Hier liegt das Konservatorium.
Paul Hofhaimer (1459–1537) war Hoforganist Kaiser Maximilians.
Pechestraße, KG Wilten
Sie zweigt von der Liebeneggstraße Richtung Süden ab.
Ferdinand Peche (1820–1898) war ein Wohltäter der ehemals selbständigen Gemeinde Wilten.
Peerhofstraße, KG Hötting (Hörtnaglsiedlung)
Sie zweigt von der Viktor-Franz-Hess-Straße ab und führt in die in den 1980er Jahren bezogene Peerhofsiedlung.
Benannt nach dem 1983 abgebrochenen Bauernhof.
Pembaurstraße, KG Pradl
Sie führt von der Pembaurbrücke/Kärntner Straße über die Reichenauer Straße zur Amthorstraße.
Josef Pembaur (1848–1923) war langjähriger Leiter der Musikschule des Innsbrucker Musikvereins.
Perthalergasse, KG Hötting (Höttinger Au)
Sie zweigt zu beiden Seiten der Tiergartenstraße ab.
Hans von Perthaler (1816–1862) war Dichter, Staatsmann und Verfassungsjurist.
Pertingerweg, KG Igls
Er führt vom Fernkreuzweg zum Gsturnsteig.
Benannt nach einem alten Igler Geschlecht des 13. Jahrhunderts.
Pestalozzistraße, KG Pradl
Sie führt von der Amthorstraße zur Egerdachstraße.
Heinrich Pestalozzi (1746–1827) war ein Schweizer Jugend- und Volkserzieher.
Peter-Mayr-Straße, KG Wilten
Sie führt von der Schöpfstraße zur Maximilianstraße.
Peter Mayr (1767–1810) war ein Tiroler Freiheitskämpfer und wurde in Bozen erschossen.
Petzoldstraße, KG Pradl
Sie führt von der Bruder-Willram-Straße zur Grenzstraße.
Alfons Petzold (1882–1923) war ein Dichter.
Pfaffensteig, KG Amras
Er zweigt von der Luigenstraße ab.
Benannt nach einem alten Flurnamen.
Pfarrer-Otto-Neururer-Straße, KG Arzl (Olympisches Dorf)
Otto Neururer (1882–1940) war Pfarrer von Götzens, wurde 1940 im Konzentrationslager ermordet.
Pfarrgasse, KG Innsbruck (Altstadt)
Sie führt von der Herzog-Friedrich-Straße zum Domplatz.
Benannt nach der Dompfarre St. Jakob.
Pfeisweg, KG Arzl
Er zweigt vom Barthweg ab.
Benannt nach der Pfeis, einem Almgebiet nördlich der Arzler Scharte im Karwendelgebirge.
Philippine-Welser-Straße, KG Amras
Sie führt von der Amraser Straße zur Geyrstraße.
Philippine Welser (1527–1580) war Ehefrau von Erzherzog Ferdinand II. von Tirol und Schlossherrin in Schloss Ambras.
Pierre-de-Coubertin-Weg, KG Wilten
Er führt von der Brennerstraße zum Bergiselstadion und wurde 2011 benannt.
Pierre de Coubertin war der Begründer der modernen Olympischen Spiele und von 1896 bis 1916 Präsident des Internationalen Olympischen Komitees.
Pirmingasse, KG Hötting (Höttinger Au)
Sie führt von der Amberggasse zum Fischerhäuslweg.
Benannt nach dem Heiligen Pirmin (ca. 675–755), der seit 1611 als Stadtheiliger Innsbrucks verehrt wird.
Planötzenhofstraße, KG Hötting (Hötting, Hörtnaglsiedlung)
Sie führt von der Sadrachstraße nach Norden, den Hang hinauf.
Benannt nach dem Planötzenhof oberhalb von Hötting.
Plonergasse, KG Pradl
Sie führt von der Kaufmannstraße zur Wiesengasse.
Josef Eduard Ploner (1894–1955) war ein Tiroler Komponist und Musikschriftsteller.
Poltenweg, KG Vill
Er zweigt vom Grillhofweg ab und führt an den Waldrand Vills.
Benannt nach der Poltenhütte in Vill.
Pontlatzer Straße, KG Mühlau, KG Arzl
Sie zweigt von der Schützenstraße ab und führt ab dem Kugelfangweg, der die Gemeindegrenze zu Rum bildet, als Austraße weiter.
Benannt nach der Pontlatzer Brücke bei Landeck, die Bedeutung in den Schlachten von 1703 und 1809 erlangte.
Pradler Platz, KG Pradl
Er liegt an der Pradler Straße und an der Pradler Pfarrkirche.
Benannt nach dem Stadtteil Pradl.
Pradler Saggen, KG Pradl
Diese Straße zweigt von der Oswald-Redlich-Straße ab.
Pradler Saggen bezeichnet das Gebiet im Norden von Pradl, an der Sill.
Pradler Straße, KG Pradl
Sie führt vom Platz bei der Pradler Brücke zur Amraser Straße.
Benannt nach dem Stadtteil Pradl. Die Pradler Straße war die Hauptstraße der ehemals selbständigen Gemeinde Pradl.
Prämonstratenserweg, KG Wilten
Er führt von der Haymongasse zur Duilestraße.
Benannt nach dem Prämonstratenser-Chorherren-Stift Wilten.
Prandtauerufer, KG Hötting (Höttinger Au)
Dieser Uferweg führt von der Blasius-Hueber-Straße/Universitätsbrücke am linken Innufer entlang,
Jakob Prandtauer (1660–1726) war Tiroler Barockbaumeister, erbaute u. a. Stift Melk.
Premstraße, KG Pradl
Sie zweigt von der Amraser Straße ab.
Simon Prem (1853–1920) war Heimatforscher und Verfasser einer Tiroler Literaturgeschichte.
Primelweg, KG Wilten (Sieglanger)
Er führt vom Sieglangerufer zur Weingartnerstraße.
Benannt nach der Primel.
Prinz-Eugen-Straße, KG Pradl
Sie führt von der Prinz-Eugen-Brücke zur Reichenauer Straße.
Prinz Eugen von Savoyen (1663–1736) war ein österreichischer Feldmarschall und Staatsmann.
Probstenhofweg, KG Hötting
Er führt von der Höhenstraße zur Riedgasse.
Benannt nach einem alten Hofnamen.
Prof.-Ficker-Weg, KG Igls
Er führt von der Igler Straße zum Brunnenweg und hieß früher Fickerweg.
Heinrich von Ficker (1881–1957) war Universitätsprofessor und erster Föhnforscher.
Prof.-Franz-Mair-Gasse, KG Innsbruck (Innenstadt)
Franz Mair (1910–1945) war Lehrer am Akademischen Gymnasium Innsbruck und Widerstandskämpfer. Er wurde am 3. Mai 1945 beim Innsbrucker Landhaus getötet.
Hier befindet sich das Akademische Gymnasium Innsbruck.
Prof.-Martin-Spörr-Straße, KG Pradl (Reichenau)
Sie führt von der Reut-Nicolussi-Straße zur Durigstraße.
Martin Spörr (1866–1937) war Musiker, Dirigent und Komponist. Er gründete 1893 das heutige Tiroler Symphonieorchester Innsbruck und wurde mit dem Ehrenring der Stadt Innsbruck ausgezeichnet.
Purnhofweg, KG Arzl
Er führt als Fortsetzung der Johannesgasse nach Norden den Hang hinauf, zum Schönblickweg.
Benannt nach dem Purnhof, einst landesfürstliches Lehnsgut.
Purtschellerstraße, KG Pradl
Sie zweigt von der Hunoldstraße ab.
Ludwig Purtscheller (1849–1900) war ein Alpinist und Schriftsteller.

## Q
Es gibt keinen Straßennamen mit diesem Anfangsbuchstaben.

## R
Radetzkystraße, KG Pradl (Reichenau)
Sie führt von der Reichenauer Straße zum Langen Weg.
Josef Graf Radetzky (1766–1858) war ein Feldmarschall. Er kämpfte gegen den italienischen Nationalismus in der Lombardei und im Piemont.
Raimundstraße, KG Innsbruck (Saggen)
Sie führt von der Gutenbergstraße zur Hugo-Wolf-Straße.
Ferdinand Raimund (1790–1836) war ein Wiener Schauspieler und Dramatiker.
Rechengasse, KG Innsbruck (Innenstadt)
Sie zweigt vom Innrain ab und führt zum Inn-Ufer.
Benannt nach dem ehemaligen Holzrechen am Inn. Hier liegen Institute der Universität Innsbruck.
Rechenhofweg, KG Arzl
Er führt als Fortsetzung des Purnhofwegs nach Norden.
Benannt nach dem Rechenhof, oberhalb von Arzl. Erzherzog Ferdinand von Tirol kaufte 1573 den Hof, um dort Rehe („Rech“) zu züchten.
Rehgasse, KG Hötting (Höttinger Au)
Sie führt von der Tiergartenstraße über den Mitterweg zur Dr.-Stumpf-Straße, nahe dem Inn.
Benannt nach den Rehen. Die Häufung zoologischer Namen in diesem Gebiet weist auf einen Tiergarten hin.
Reichenauer Straße, KG Pradl (Pradl, Reichenau)
Sie führt als Fortsetzung der Dreiheiligenstraße durch die Reichenau bis zur Kreuzung mit dem Langen Weg.
Benannt nach der Reichenau, einem Wohngebiet, das hauptsächlich ab den 1950er Jahren ausgebaut wurde.
Reimmichlgasse, KG Hötting (Höttinger Au)
Sie führt vom Fürstenweg zum Ursulinenweg.
Sebastian Rieger, genannt Reimmichl (1867–1953) war ein Tiroler Volksdichter und Erzähler.
Reithmannstraße, KG Pradl (Reichenau)
Sie führt von der Kravoglstraße zur Andechsstraße. Das hier liegende Gymnasium wird auch „Reithmanngymnasium“ genannt.
Christian Reithmann (1818–1909) war Erfinder des Viertaktmotors.
Remmoosweg, KG Vill
Er führt als Verlängerung des Handlhofwegs zum Jesuitenhof.
Nach einem alten Flurnamen.
Renkstraße, KG Pradl
Sie führt von der Pembaurstraße zur Mitterhoferstraße.
Anton Renk (1871–1906) war ein Tiroler Dichter.
Rennweg, KG Innsbruck (Innenstadt, Saggen)
Er führt von der Universitätsstraße, am Rande der Altstadt, zur Mühlauer Brücke.
Benannt nach dem alten Renn- und Turnplatz vor der Burg seit dem 15. Jahrhundert. Der Bereich des Rennwegs vor der Hofburg war in der Vergangenheit immer wieder Platz für politisch motivierte Aufmärsche.
Resselstraße, KG Pradl
Sie führt von der Anzengruberstraße zur Burgenlandstraße.
Josef Ressel (1793–1857) war Erfinder der Schiffsschraube.
Reut-Nicolussi-Straße, KG Pradl (Reichenau)
Sie führt von der Andechsstraße zur Radetzkystraße.
Eduard Reut-Nicolussi (1888–1958) war Rektor an der Universität Innsbruck und ein Verfechter des Selbstbestimmungsrechts Südtirols.
Richard-Berger-Straße, KG Mühlau
Sie zweigt von der Haller Straße ab und führt in das Gewerbegebiet Mühlau.
Richard Berger (1885–1938) war Präsident der Israelitischen Kultusgemeinde für Tirol und Vorarlberg. Er wurde in der Pogromnacht am 10. November 1938 ermordet.
Richardsweg, KG Mühlau
Er zweigt von der Anton-Rauch-Straße ab und führt zu einer Siedlung am Waldrand.
Benannt nach dem ehemaligen Besitzer der Weiherburg (siehe Weiherburggasse), Richard von Attlmayr.
Richard-Wagner-Straße, KG Innsbruck (Saggen)
Sie führt von der Kaiserjägerstraße zur Schumannstraße.
Richard Wagner (1813–1883) war ein deutscher Komponist.
Riedgasse, KG Innsbruck, KG Hötting
Sie führt vom Platz vor der neuen Höttinger Pfarrkirche (Schneeburggasse) zur Bäckerbühelgasse.
Nach einem alten Flurnamen.
Riesengasse, KG Innsbruck (Altstadt)
Sie führt von der Herzog-Friedrich-Straße zur Stiftgasse.
Benannt nach der Familie Ris, die hier ein Haus besaß.
Rilkestraße, KG Pradl
Sie führt von der Gumppstraße zur Dürerstraße.
Rainer Maria Rilke (1875–1926) war ein österreichischer Dichter.
Robert-Stolz-Weg, KG Vill
Er zweigt vom Grillhofweg ab und führt zu einer Siedlung am Waldrand.
Robert Stolz (1880–1975) war ein österreichischer Komponist.
Römerstraße, KG Igls
Sie führt von Lans nach Patsch.
Nach der umgangssprachlichen Bezeichnung der alten Salzstraße von Hall in Tirol über Aldrans, Lans, Igls, Patsch und Ellbögen. Sie war allerdings keine römische Staatsstraße.
Roseggerstraße, KG Pradl
Sie führt von der Amraser Straße zur Pacherstraße.
Peter Rosegger (1843–1918) war ein steirischer Heimatdichter.
Rosengartenstraße, KG Hötting
Sie führt von der Sonnenstraße zur Botanikerstraße.
Benannt nach dem Rosengarten, einer Berggruppe der Dolomiten.
Rosengasse, KG Hötting (Lohbachsiedlung)
Sie führt vom Lohbachufer zum Vögelebichl.
Nach dem botanischen Namen (Rose).
Rosnerweg, KG Hötting (Hungerburg), KG Mühlau (Hungerburg), KG Arzl
Er führt von der Hungerburg im Waldgebiet von Mühlau und Arzl entlang.
Johann Rosner (1859–1928) war langjähriger Vorstand des Innsbrucker Verschönerungsvereins.
Roßaugasse, KG Amras (Rossau)
Sie führt von der Reichenauer Straße/Langer Weg am rechten Innufer entlang bis zum Griesauweg.
Benannt nach der Roßau, einem Industrie- und Gewerbegebiet.
Roßbachstraße, KG Pradl (Reichenau)
Sie führt von der Reichenauer Straße zur Radetzkystraße.
Heinrich Ritter von Roßbach (1790–1867) war General und Regimentskommandant der Tiroler Kaiserjäger und Ehrenbürger von Innsbruck.
Roßfallweg, KG Hötting (Hungerburg)
Er führt von Gramart zum „Stadtwald“, im Waldgebiet nordwestlich der Hungerburg.
Nach einem alten Flurnamen.
Rotadlerstraße, KG Mühlau (Olympisches Dorf)
Sie führt von der Haller Straße zur Schützenstraße.
Benannt nach dem Wappen von Tirol, das einen roten Adler darstellt.
Rotes Gaßl, KG Wilten
Diese kurze Sackgasse führt von der Haymongasse in Richtung Fritz-Konzert-Straße die über eine Stiege und einen Fußweg erreichbar ist
Nach einer alten volkstümlichen Bezeichnung.
Rudolf-Greinz-Straße, KG Pradl
Sie führt von der Amraser Straße zur Kranewitterstraße.
Rudolf Greinz (1866–1942) war ein Tiroler Volksschriftsteller.
Rumer Straße, KG Arzl
Sie führt von der Arzler Straße im Dorfzentrum von Arzl nach Osten zur namensgebenden Gemeinde Rum.

## S
Sadrachstraße, KG Hötting (Hörtnaglsiedlung)
Sie führt von der Schneeburggasse zur Sadrachsiedlung am Waldrand.
Nach der alten Ortsbezeichnung Sadrach.
Salurner Straße, KG Innsbruck (Innenstadt), KG Wilten
Sie führt vom Südtiroler Platz zur Triumphpforte.
Nach der Gemeinde Salurn im Süden von Südtirol.
Sandbühelweg, KG Hötting (Hörtnaglsiedlung)
Er führt vom Silberweg zur Vogelweiderstraße.
Nach einem Flurnamen.
Sankt Bartlmä, KG Wilten
Bezeichnet das Gebiet zwischen Brennerbahn und der Sill.
Benannt nach der St.-Bartholomäus-Kapelle, die schon 1275 in Urkunden erwähnt wurde. 1943 durch Bomben zerstört, wurde sie 1982 wiederaufgebaut.
Sankt-Georgs-Weg, KG Hötting (Hörtnaglsiedlung)
Er zweigt von der Tschiggfreystraße ab.
Nach der Pfarrkirche St. Georg, heute Allerheiligenkirche.
Sankt-Nikolaus-Gasse, KG Innsbruck (Mariahilf-St. Nikolaus)
Sie zweigt von der Innstraße ab und führt zur Schmelzergasse.
Nach der Pfarrkirche und dem Stadtteil St. Nikolaus.
Santifallerstraße, KG Hötting (Höttinger Au)
Sie führt vom Hutterweg zur Fischnalerstraße.
Franz Santifaller (1894–1953) war ein Südtiroler Bildhauer.
Das Bischof Paulus Rusch Studentenheim wurde 2008 errichtet.
Saurweinweg, KG Hötting (Hörtnaglsiedlung)
Er zweigt von der Tschiggfreystraße ab und führt der Mittenwaldbahn entlang.
Erinnert an den Weinbau in Hötting (Saurweinhof).
Scheuchenstuelgasse, KG Hötting (Höttinger Au)
Sie führt vom Fürstenweg zur Kranebitter Allee.
Josefine Scheuchenstuel (1811–1887) stiftete 1806 das Haus Museumstraße 30 für ein Mädchenwohnheim.
Schidlachstraße, KG Wilten
Sie führt von der Leopoldstraße zur Karmelitergasse.
Franz Freiherr von Schidlach (1816–1907) war Feldmarschalleutnant und Wohltäter der ehemals selbständigen Gemeinde Wilten.
Schießstandgasse, KG Hötting
Sie führt von der Dorfgasse Richtung Waldrand.
Nach dem Höttinger Schießstand.
Schillerstraße, KG Innsbruck (Saggen)
Sie führt vom Claudiaplatz zur Ing.-Etzel-Straße.
Friedrich von Schiller (1759–1805) war ein deutscher Dichter.
Schillerweg, KG Mühlau
Er führt vom Karmelweg Richtung Waldrand.
Siehe Schillerstraße.
Schlachthofgasse, KG Innsbruck (Dreiheiligen-Schlachthof)
Sie führt von den Viaduktbögen zur Matthias-Schmid-Straße.
Benannt nach dem städtischen Schlachthof.
Schlerngasse, KG Hötting
Sie verbindet die Höhenstraße.
Nach dem Schlern, einem Bergmassiv in den Südtiroler Dolomiten.
Schlöglgasse, KG Arzl
Sie führt von der Alois-Schrott-Straße zum Framsweg.
Christian Schlögl (1869–1932) war Gemeindevorsteher der ehemals selbständigen Gemeinde Arzl.
Schlossergasse, KG Innsbruck (Altstadt)
Sie führt von der Herzog-Friedrich-Straße zur Seilergasse.
Nach den in dieser Gasse früher ansässigen Schlossern.
Schloßfeld, KG Mühlau
Diese Straße führt vom Hauptplatz weg.
Nach dem ehemaligen Schloss Ehrentreiz.
Schloßstraße, KG Amras
Er zweigt von der Aldranser Straße ab und führt zum Schloss Ambras.
Schlotthofweg, KG Hötting (Hörtnaglsiedlung)
Er zweigt von der Planötzenhofstraße ab.
Nach einem alten Hofnamen.
Schmelzergasse, KG Innsbruck (Mariahilf-St. Nikolaus)
Sie führt von der Innstraße zur Fallbachgasse.
Nach dem alten Ansitz der Schmelzer.
Schmerlingstraße, KG Innsbruck (Innenstadt)
Sie führt von der Bürgerstraße zur Fallmerayerstraße. Hier befindet sich das Landesgericht und Oberlandesgericht Innsbruck.
Anton Schmerling (1805–1893) war Staatsminister und Ehrenbürger der Stadt Innsbruck.
Schmiedgasse, KG Pradl
Sie zweigt von der Pradler Straße ab.
Benannt nach einem alten Hausnamen.
Schmuckgasse, KG Pradl
Sie führt von der Egerdachstraße zur Reichenauer Straße.
Benannt nach einem alten Hausnamen.
Schneeburggasse, KG Hötting (Hötting, Hörtnaglsiedlung)
Benannt nach dem alten Ansitz Schneeburg.
Schnellmanngasse, KG Arzl
Heinrich Schnellmann (aus dem 14. Jahrhundert) war laut Urkunden von 1378 der Gründer und Initiator der späteren Pfarrgemeinde Arzl.
Schobergasse, KG Arzl
Josef Schober (1874–1920), langjähriger Gemeindevorsteher von Arzl
Schönblickweg, KG Arzl
Nach dem im Norden von Arzl liegenden Gebiet Schönblick
Schöpfstraße, KG Wilten
Joseph Schöpf (1745–1822), Tiroler Maler
Schretterstraße, KG Pradl
Professor Josef Schretter (1856–1909), Tiroler Porträtmaler
Schubertstraße, KG Innsbruck (Saggen)
Franz Schubert (1797–1828), österreichischer Komponist am Übergang von der Klassik zur Romantik.
Schulgasse, KG Hötting
Nach der Höttinger Volksschule
Schullernstraße, KG Pradl
Stößt von der Burgenlandstraße kommend auf den Ostfriedhof.
Gewidmet Anton von Schullern zu Schrattenhofen (1832–1889), Schriftsteller, Lehrer, Journalist,
und seinen Söhnen Hermann (1861–1931),  Universitätsprofessor für Volkswirtschaft, und Heinrich (1865–1955), Arzt und Schriftsteller
Schumannstraße, KG Innsbruck (Saggen)
Robert Schumann (1810–1856), deutscher Tondichter und Liederkomponist
Schusterbergweg, KG Mühlau, KG Arzl
Alter Flurname
Schützenstraße, KG Mühlau, KG Arzl (Olympisches Dorf)
Zur Erinnerung an die jahrhundertealte Tradition des Tiroler Schützenwesens
Schwabeneckweg, KG Hötting
„Schwabenegg“ ist der Katastername des Sennerhofes (= Standort der ersten Allerheiligenkirche)
Schwindstraße, KG Pradl
Moritz von Schwind (1804–1871), Maler und Zeichner der deutschen Romantik
Sebastian-Kneipp-Weg, KG Hötting (Höttinger Au)
Sebastian Kneipp (1821–1897), bayerischer Priester und Hydrotherapeut, Namensgeber der Wasserkur bzw. des Wassertretens und Begründer der Kneipp-Medizin.
Sebastian-Scheel-Straße, KG Innsbruck (Dreiheiligen-Schlachthof)
Sebastian Scheel (um 1479–1554), Innsbrucker Hofmaler
Seberinysteig, KG Vill
Der Seberinysteig führt als Verlängerung des Sillschluchtwegs durch die wildromantische Sillschlucht bis zur Brücke nach Mutters (Ortsteil Gärberbach) und findet seine Fortsetzung im Handlhofweg. Der Wegverlauf des Seberinysteigs muss häufig geändert werden, da er von Hangrutschungen und Felsstürzen bedroht ist.
Hans Seberiny (1887–1963) war Vorsitzender des Innsbrucker Verschönerungsvereins und Initiator des Seberinysteigs.
Seebergasse, KG Pradl
Josef Seeber (1856–1919), Tiroler Epiker
Seedammweg, KG Amras
Nach dem ehemaligen Amraser Seedamm
Seegrube, KG Hötting (Hungerburg)
Kar an der Nordkette, Mittelstation der Nordkettenbahn (1905 m)
Seeweg, KG Vill
Nach dem nach 1808 trockengelegten Viller See
Seidenweg, KG Wilten (Mentlberg)
Nach einer früheren Seidenraupenzucht in dieser Gegend
Seilergasse, KG Innsbruck (Altstadt)
Nach den in dieser Straße ehemals sesshaften Seilern
Sennstraße, KG Innsbruck (Saggen)
Johann Chrysostomus Senn (1795–1857), Sohn des Freiheitskämpfers und Richters Franz Michael Senn aus Pfunds. Dichter des Liedes „Der rote Tiroler Adler“.
Sepp-Grünbacher-Promenade, KG Mühlau, KG Arzl (Olympisches Dorf)
Josef Grünbacher (1920–1982), Gemeinderat von Innsbruck (1971–1982)
Serlesweg, KG Igls
Berg südlich von Innsbruck (2717 m)
Siebererstraße, KG Innsbruck (Saggen)
Freiherr Johann von Sieberer (1830–1914), Wohltäter und Ehrenbürger der Stadt Innsbruck
Sieglangerufer, KG Wilten (Sieglanger)
Alter Flurname
Siegmairstraße, KG Amras
Peter Siegmair (1775–1810), Tiroler Freiheitskämpfer
Silberweg, KG Hötting (Hötting West)
Zur Erinnerung an den ehemaligen Silberbergbau in Hötting (Achselkopf)
Sillgasse, KG Innsbruck (Innenstadt)
Nach dem ehemaligen Sillkanal, früher Siller- oder Hofmühlgasse genannt
Sillhöfe, KG Pradl
Hofname für eine Gruppe von Bauernhöfen an der Sill
Sillschluchtweg, KG Vill
Der Sillschluchtweg führt von der Trientiner Brücke durch die vordere Sillschlucht mit der Fortsetzung im Seberinysteig. Der Wegverlauf musste aufgrund von Felsstürzen und Hangrutschungen geändert werden.
Benannt nach dem Fluss Sill, der hier am Fuß des Bergisel eine Schlucht bildet.
Sillufer, KG Pradl
Nach dem Ufer der Sill
Simonweg, KG Igls
Nach dem ehemaligen Igler Bauernanwesen „Metzger-Simon“
Solsteinstraße, KG Hötting
Nach einem Teil der Nordkette (Großer Solstein 2542 m, Kleiner Solstein 2641 m)
Sonnenburgstraße, KG Wilten
Nach dem alten  Gericht Sonnenburg und dem im 14. Jahrhundert verfallenen Schloss
Sonnenstraße, KG Hötting
Nach ihrer sonnigen Lage
Sparkassenplatz, KG Innsbruck (Innenstadt)
Nach der benachbarten Tiroler Sparkasse
Speckbacherstraße, KG Wilten
Josef Speckbacher (1767–1820), Tiroler Freiheitskämpfer, Mann von Rinn
Speckweg, KG Hötting
Alter Flurname
Spingeser Straße, KG Mühlau, KG Arzl (Olympisches Dorf, Neu-Arzl)
Nach den Kämpfen von Spinges (1797)
Stadionstraße, KG Pradl
Nach dem neuen Tivoli-Stadion
Stadlweg, KG Amras (Gewerbegebiet Roßau)
Alter Flurname
Stadtpark Rapoldi, KG Pradl
Martin Rapoldi (1881–1926), Vizebürgermeister (1919–1923) und Stadtrat (ab 1923) von Innsbruck
Stafflerstraße, KG Wilten
Johann Jakob Staffler (1783–1868), Tiroler Topograf
Stainerstraße, KG Innsbruck (Innenstadt)
Jakob Stainer (1621–1683), Geigenmacher in Absam
Stamser Feld, KG Hötting
Nach einem ehemaligen Besitz des Stiftes Stams in dieser Gegend
Steinbockweg, KG Hötting (Höttinger Au)
Nach dem Steinbock
Steinbruchstraße, KG Hötting
Alte Straße zum Höttinger Steinbruch
Sternbachplatz, KG Mühlau
Alter Ansitz der Freiherren von Sternbach
Sternwartestraße, KG Hötting
Nach der hier gelegenen alten Universitätssternwarte.
Sterzinger Straße, KG Innsbruck, KG Wilten
Sterzing ist eine Stadt in Südtirol.
Stifterstraße, KG Innsbruck (Saggen)
Adalbert Stifter (1805–1868) war ein österreichischer Schriftsteller, Maler und Pädagoge.
Stiftgasse, KG Innsbruck (Altstadt)
Nach dem adeligen Damenstift, 1771 von Kaiserin Maria Theresia errichtet
Storchenstraße, KG Hötting (Höttinger Au)
Nach dem Storch
Südbahnstraße, KG Innsbruck, KG Wilten
Nach der 1858 konzessionierten Südbahngesellschaft, die auch die Brennerbahn errichtete
Südtiroler Platz, KG Innsbruck (Innenstadt)
Nach dem abgetrennten südlichen Teil Tirols

## T
Taubentalweg, KG Hötting, KG Mühlau (Hungerburg)
Alter Flurname, Weg durch das Taubental
Technikerstraße, KG Hötting (Hötting West)
Benannt nach den Technischen Fakultäten der Universität Innsbruck, die sich an der Straße befinden.
Templstraße, KG Wilten
Nach dem ehemaligen Gasthaus „Zum Templ“
Thomas-Riss-Weg, KG Mühlau
Thomas Riss (1871–1959), Tiroler Kunstmaler, Träger des Ehrenringes der Stadt Innsbruck
Tiergartenstraße, KG Hötting (Höttinger Au)
Benannt nach dem ehemaligen Tiergarten, der sich hier befand.
Titschenbrunnen, KG Hötting (Hungerburg)
Nach einer Quelle im Gebiet zwischen Hungerburg und Seegrube
Traklpark, KG Mühlau
Benannt nach Georg Trakl (1887–1914), Apotheker und bedeutender Dichter des deutschsprachigen Expressionismus. Trakl ist am Mühlauer Friedhof unweit des Traklparks begraben.
Trenkwalderstraße, KG Hötting (Höttinger Au)
Dominikus Trenkwalder (1841–1897), Bildhauer, schuf bekannte Statuen und Altäre
Trientlgasse, KG Amras (Gewerbegebiet Roßau)
Pfarrer Adolf Trientl (1817–1897), erster landwirtschaftlicher Wanderlehrer Österreichs und Förderer der Landwirtschaft Tirols
Trogerstraße, KG Innsbruck (Mariahilf-St. Nikolaus)
Benannt nach Paul Troger (1698–1762), einem der bedeutendsten österreichischen Maler des Spätbarock.
Tschamlerstraße, KG Wilten
Rudolf Tschamler (1840–1901), Zivilingenieur, Bürgermeister der ehemaligen Gemeinde Wilten
Tschiggfreystraße, KG Hötting (Hötting West)
Benannt nach Hans Tschiggfrey, Landeshauptmann von Tirol (1957–1963).
Tschurtschentalerstraße, KG Innsbruck (Saggen)
Johann Tschurtschenthaler (1828–1893), Bürgermeister von 1869 bis 1877, Ehrenbürger der Stadt Innsbruck
Tummelplatzweg, KG Amras
Der Weg führt zum Tummelplatz, einem Soldatenfriedhof für Gefallene vergangener Kriege
Türingstraße, KG Pradl
Berühmte Baumeisterfamilie aus Memmingen, 1470 zugewandert. Nikolaus Türing erbaute unter Maximilian I. den Wappenturm.

## U
Uferstraße, KG Hötting (Höttinger Au)
Nach dem Innufer westlich der Karwendelbahn benannt
Ulfiswiese, KG Hötting (Höttinger Au)
Alter Flurname
Umbrückleralmweg, KG Hötting (Hungerburg)
Weg zur Umbrückler Alm. Früher Innbrückler oder Innsbrucker Alm
Univ.-Prof.in Dr.in Herlinde Pissarek-Hudelist-Platz, KG Innsbruck (Innenstadt)
Platz zwischen Theologischer Fakultät, Volksschule Innere Stadt und Akademischem Gymnasium
Herlinde Pissarek-Hudelist (1932–1994) war die erste Professorin für katholische Theologie an einer Hochschule  in Österreich und die erste Dekanin einer katholisch-theologischen Fakultät weltweit.
Universitätsstraße, KG Innsbruck (Innenstadt)
Nach dem alten Universitätsgebäude
Unterbergerstraße, KG Hötting (Höttinger Au)
Altes Tiroler Künstlergeschlecht, bedeutendster Vertreter: Franz Richard Unterberger
Ursulinenweg, KG Hötting (Höttinger Au)
Nach dem Orden der Ursulinen

## V
Valiergasse, KG Amras (Gewerbegebiet Roßau)
Benannt nach Max Valier (1895–1930), Südtiroler Schriftsteller, Astronom und Raketenbau-Pionier.
Verdroßplatz, KG Innsbruck (Saggen)
Ignaz Freiherr von Verdroß-Droßberg (1851–1931), General der Infanterie
Viaduktbögen, KG Innsbruck (Dreiheiligen-Schlachthof)
Bezeichnet den Viadukt der Unterinntalbahn an der Ing.-Etzel-Straße. Er führt vom Durchlass der Museumstraße nahe dem Hauptbahnhof bis zur Innbrücke. Die Viaduktbögen sind fortlaufend durchnummeriert. Hier haben sich verschiedene Gewerbe- und Handelsbetriebe und ab den 1980er- und 1990er-Jahren auch Gastronomiebetriebe (vorwiegend Nachtlokale) niedergelassen.
Viktor-Dankl-Straße, KG Innsbruck (Saggen)
Viktor Graf Dankl von Krasnik (1854–1941), Generaloberst, Armeeführer gegen Russland, Landesbefehlshaber von Tirol 1914 bis 1917
Viktor-Franz-Hess-Straße, KG Hötting (Hötting West)
Benannt nach Victor Franz Hess (1883–1964), Physiker, Entdecker der Kosmischen Höhenstrahlung, Nobelpreisträger für Physik 1936.
Viller Berg, KG Wilten, KG Pradl
Gelände zwischen der Viller Straße und dem rechten Sillufer
Viller Dorfstraße, KG Vill
Bezeichnet die Hauptstraße von Vill.
Viller Steig, KG Igls
Bezeichnet den Weg, der von Vill nach Igls führt.
Vill Unterberg, KG Vill
Bezeichnet das Gebiet an der Haltestelle Unterberg-Stefansbrücke der Brennerbahn. Es gibt auch einen Ortsteil Unterberg von Schönberg im Stubaital.
Vintlergasse, KG Amras
Nach dem Geschlecht der Vintler (Besitzer von Schloss Runkelstein bei Bozen)
Vögelebichl, KG Hötting (Hötting West)
Alte Ortsbezeichnung
Vogelhütte, KG Hötting
Nach der ehemaligen Vogelfängerhütte an dieser Stelle
Vogelweiderstraße, KG Hötting (Hötting West)
Walther von der Vogelweide (~1170–1230), bedeutendster deutscher Lyriker des Mittelalters
Völser Straße, KG Wilten (Mentlberg)
Führt zur Nachbargemeinde Völs.

## W
Walderkammweg, KG Mühlau (Olympisches Dorf)
Unterinntaler Gebirge (Walderkammspitze 2570 m)
Waldstraße, KG Wilten (Mentlberg)
Führt entlang dem Wiltenberger Wald
Wallpachgasse, KG Amras
Arthur von Wallpach (1866–1946), Südtiroler Heimatdichter und Lyriker
Waltherpark, KG Innsbruck (Mariahilf-St. Nikolaus)
nach Walther von der Vogelweide (~1170–1230), Minnesänger
Weiherburggasse, KG Innsbruck (Mariahilf-St. Nikolaus), KG Hötting
Nach dem Schloss Weiherburg
Weinberggasse, KG Arzl
Führt durch ein ehemaliges Weinbaugebiet
Weingartnerstraße, KG Wilten (Sieglanger)
Josef Weingartner (1885–1957), Propst von St. Jakob, Ehrendomherr von Brixen, Tiroler Schriftsteller, Ehrenbürger und Träger des Ehrenringes der Stadt Innsbruck
Weinhartstraße, KG Innsbruck (Dreiheiligen-Schlachthof)
Paul von Weinhart zu Thierburg und Volandsegg (1570–1648), 1611 Pestarzt in Innsbruck
Weißgattererstraße, KG Wilten (Mentlberg)
Alfons Weißgatterer (1898–1951), Landeshauptmann von Tirol
Welsergasse, KG Innsbruck (Innenstadt)
Nach der Kaufmannsfamilie Welser, der auch Philippine Welser (1527–1580), Gemahlin Erzherzog Ferdinands II. von Tirol, entstammte
Werner-von-Siemens-Straße, KG Mühlau (Gewerbegebiet Mühlau-Arzl)
Benannt nach Werner von Siemens (1816–1892), Erfinder und Industrieller
Wetterherrenweg, KG Pradl
Nach den römischen Soldaten Johannes und Paulus, die im 3. Jhdt. n. Chr. den Märtyrertod starben und im frühen Mittelalter als Wetterheilige verehrt wurden
Widumweg, KG Igls
Nach dem Pfarrwidum in Igls
Wiesengasse, KG Pradl, KG Amras
Alte Wegbezeichnung
Wilhelm-Greil-Straße, KG Innsbruck (Innenstadt)
Wilhelm Greil (1850–1928), Bürgermeister von Innsbruck 1896–1922.
Wiltenberg, KG Wilten (Wilten, Mentlberg)
Alte Geländebezeichnung
Wiltener Platzl, KG Wilten
Platzartige Ausweitung der Leopoldstraße nördlich des Kaiserschützenplatzes. Die ursprünglich umgangssprachliche Bezeichnung wurde 2009 auch offiziell beschlossen. Das Wiltener Platzl dient unter anderem als Standort für wöchentliche Bauernmärkte.
Winkelfeldsteig, KG Amras
Alter Flurname
Wipptalplatz, KG Igls
Nach dem im Süden der Stadt gelegenen Wipptal
Wolfsgrube, KG Mühlau, KG Arzl
Alter Flurname
Wolkensteingasse, KG Amras
Benannt nach Oswald von Wolkenstein (~1377–1445), Sänger, Dichter, Komponist, Politiker und Diplomat.
Wopfnerstraße, KG Pradl (Reichenau)
Hermann Wopfner (1876–1963), Ehrenringträger der Stadt Innsbruck
Wörndlestraße, KG Pradl (Reichenau)
Philipp von Wörndle (1755–1818), Schützenmajor und Kommandant in der Schlacht bei Spinges
Wurmbachweg, KG Mühlau
Nach dem Wurmbach benannt

## X
Es gibt keinen Straßennamen mit diesem Anfangsbuchstaben.

## Y
Es gibt keinen Straßennamen mit diesem Anfangsbuchstaben.

## Z
Zeughausgasse, KG Innsbruck (Dreiheiligen-Schlachthof)
Sie führt von der Dreiheiligenstraße zur Ing.-Etzel-Straße.
Benannt nach dem durch Maximilian I. errichteten Zeughaus.
Zimmeterweg, KG Arzl
Er führt von der Alois-Schrott-Straße zum Kalkofenweg.
Kunibert Zimmeter (1872–1952) war Kommerzialrat und Schriftsteller. Er gründete 1908 den Heimatschutzverein Innsbruck.
Zollerstraße, KG Wilten
Sie zweigt von der Franz-Fischer-Straße ab.
Franz Karl Zoller (1748–1829) war Geschichtsschreiber von Innsbruck.

## Brücken
Es sind alle Inn- und Sillbrücken innerhalb des Stadtgebiets angegeben, jeweils vom Oberlauf zum Unterlauf.

### Innbrücken
Autobahnzubringer Völs-Kranebitten
Verläuft von der Kranebitter Allee zum Autobahnanschluss der Inntalautobahn und weiter nach Völs.
Sieglangersteg
Fußgängersteg, als Schrägseilbrücke ausgeführt. Verbindet den Stadtteil Sieglanger mit der Höttinger Au.
Karwendelbrücke
Zweigeschoßige, kombinierte Eisenbahn- und Fußgängerbrücke (der Fußgängerbereich ist in der unteren Ebene). Der Name leitet sich von der Mittenwaldbahn (auch Karwendelbahn genannt) ab. Sie verbindet die Stadtteile Wilten und Höttinger Au.
Freiburger Brücke
In der Planungsphase Holzhammerbrücke. Die 1980/81 erbaute Straßenbrücke verbindet Wilten mit der Höttinger Au und wurde noch vor der Fertigstellung nach der Partnerstadt Freiburg im Breisgau benannt.
Universitätsbrücke
Die Straßenbrücke verbindet die zentrumsnahen Stadtteile auf beiden Seiten des Inn. Benannt ist sie nach der Universität Innsbruck, am rechten Innufer gelegen.
Innbrücke
Die Straßenbrücke verbindet die historische Altstadt mit den historischen Stadtteilen des linken Innufers (Mariahilf, St. Nikolaus). Auf die historische Brücke an dieser Stelle geht der Name „Innsbruck“ sowie das Stadtwappen zurück, die heutige Spannbetonbrücke ist allerdings ein Neubau von 1983.
Emile-Béthouart-Steg
Früherer Innsteg. Diese Stahlträger-Fußgängerbrücke verbindet die Stadtteile Saggen und St. Nikolaus. Benannt nach General Émile Béthouart (1889–1982), dem Oberbefehlshaber der französischen Besatzungstruppen nach dem Zweiten Weltkrieg. Die Brücke wurde in den Jahren 1873 bis 1875 als Fußwegbrücke errichtet. Der Steg wurde am 10. Juni 2003 unter Anwesenheit von Prominenz und Ehrenformationen aus Österreich und Frankreich feierlich benannt. Im Jänner 2010 wurde die Brücke komplett abgetragen, generalsaniert und unter Verwendung fast aller Originalteile im Mai 2010 wieder aufgebaut.
Neue Hungerburgbahn-Brücke
Gebogene Stahlseilbrücke der neuen Hungerburgbahntrasse. Entworfen von Zaha Hadid.
Hans-Psenner-Steg
Früherer Weiherburgsteg. Dieser überdachte Fußgängersteg aus Holz führt vom Stadtteil Saggen zur Weiherburg – Alpenzoo. Hans Psenner (1912–1995) war Gründer des Innsbrucker Alpenzoos.
Alte Hungerburgbahn-Brücke
Eiserne, 158 m lange, geneigte Brücke der ersten Hungerburgbahn (Standseilbahn).
Mühlauer Brücke
Die Straßenbrücke verbindet die Stadtteile Saggen und Mühlau. Sie wurde 1938 anstelle der Kettenbrücke (dieser Name ist umgangssprachlich noch in Gebrauch) errichtet.
Mühlauer Eisenbahnbrücke
Sie stellt die Fortsetzung der Viaduktbögen der Unterinntalbahn dar. Hierüber verläuft nahezu der komplette West-Ost- und Nord-Süd-Verkehr der Eisenbahnlinien über Innsbruck.
Grenobler Brücke
Frühere Reichenauer Brücke. Die Straßenbrücke verbindet die Stadtteile Reichenau und Olympisches Dorf. Sie wurde 1940 als Holzbrücke erbaut und 1973/75 durch die heutige Stahlbetonbrücke ersetzt. 1980 wurde sie nach Innsbrucks Partnerstadt Grenoble benannt.
New-Orleans-Brücke
Sie verbindet die Stadtteile Rossau und Olympisches Dorf. Die Brücke ist eine Verbundkonstruktion aus Stahl und Beton und nur für Fußgänger, Radfahrer und den öffentlichen Verkehr zugänglich. Benannt ist sie nach Innsbrucks Partnerstadt New Orleans.

### Sillbrücken
Zenzenhofbrücke
Sie verbindet den sog. Viller Unterberg mit dem Ortsteil Gärberbach von Mutters, am Eingang der Sillschlucht.
Brücke der Brennerbahn
Brücke der Brennerautobahn
2 Brücken Sillschlucht
Diese Fußgängerbrücken sind Teil des Sillschluchtwegs.
Bergiselbrücke
Brücke der Brenner Autobahn, die in den Bergiseltunnel mündet. Die Bogenbrücke ist 207,75 m lang und besteht aus zwei getrennten Bauwerken für jede Richtungsfahrbahn. Die beiden 8,7 m breiten, dreizelligen Stahlbetonbögen haben eine Spannweite von 97 m. Auf ihnen sind die 11,6 m breiten Fahrbahnträger aus Spannbeton-Balkenplatten aufgeständert.
Sillbrücke (Inntalautobahn)
Spannbetonbrücke der Inntalautobahn.
Trienter Brücke (Trientiner Brücke)
Frühere Sillbrücke. Sie wurde als Reaktion der Benennung einer Via Innsbruck in Trient umbenannt. Die Straßenbrücke verbindet die Stadtteile  Wilten und Pradl und ist Teil der von der Fahrbahn unabhängigen Trasse der Innsbrucker Mittelgebirgsbahn.
St.-Bartlmä-Brücke
Die Brücke direkt neben der Olympiabrücke dient insbesondere der Anbindung der Baustelle des Brennerbasistunnels. Sie ist nach dem nahegelegenen Kirchlein St. Bartlmä, dem ältesten Sakralbau im Raum Innsbruck, benannt.
Olympiabrücke
Die Straßenbrücke verbindet die Stadtteile Wilten und Pradl und führt noch über den Innsbrucker Hauptbahnhof. Sie wurde anlässlich der Olympischen Winterspiele 1964 in Innsbruck errichtet.
Friedensbrücke
Frühere Gaswerkbrücke. Die Straßenbrücke verbindet das Zentrum von Innsbruck mit dem Stadtteil Pradl.
Sillsteg
Der Fußgängersteg liegt im Rapoldipark.
Pradler Brücke
Die Straßenbrücke verbindet die Stadtteile Dreiheiligen und Pradl. Sie wurde im Dezember 1988 anstelle einer von Hochwasser beeinträchtigten Brücke wiedereröffnet.
Pembaurbrücke
Die Straßenbrücke verbindet die Stadtteile Saggen und Pradl. Zum Namen siehe Pembaurstraße.
Prinz-Eugen-Brücke
Die Straßenbrücke verbindet die Stadtteile Saggen und Reichenau. Zum Namen siehe Prinz-Eugen-Straße.
Tiflisbrücke
Diese Fuß- und Radwegbrücke verbindet die Stadtteile Reichenau und Saggen unmittelbar an der Mündung der Sill in den Inn. Benannt ist sie nach der Partnerstadt Tiflis.